# Petit Palais
Pour les articles homonymes, voir Petit Palais (homonymie).
Le Petit Palais, construit à l'occasion de l'Exposition universelle de 1900 par l'architecte Charles Girault, abrite le musée des Beaux-Arts de la ville de Paris. Il est situé à Paris 8e, avenue Winston-Churchill, face au Grand Palais et bordé par la Seine et l'avenue des Champs-Élysées. Il est érigé en partie à la place du palais de l'Industrie, démoli en 1896. Le bâtiment est inscrit aux monument historique en 1975.
Il s'agit de l'un des quatorze musées de la ville de Paris, gérés depuis le 1er janvier 2013 par l'établissement public administratif Paris Musées.

## Histoire

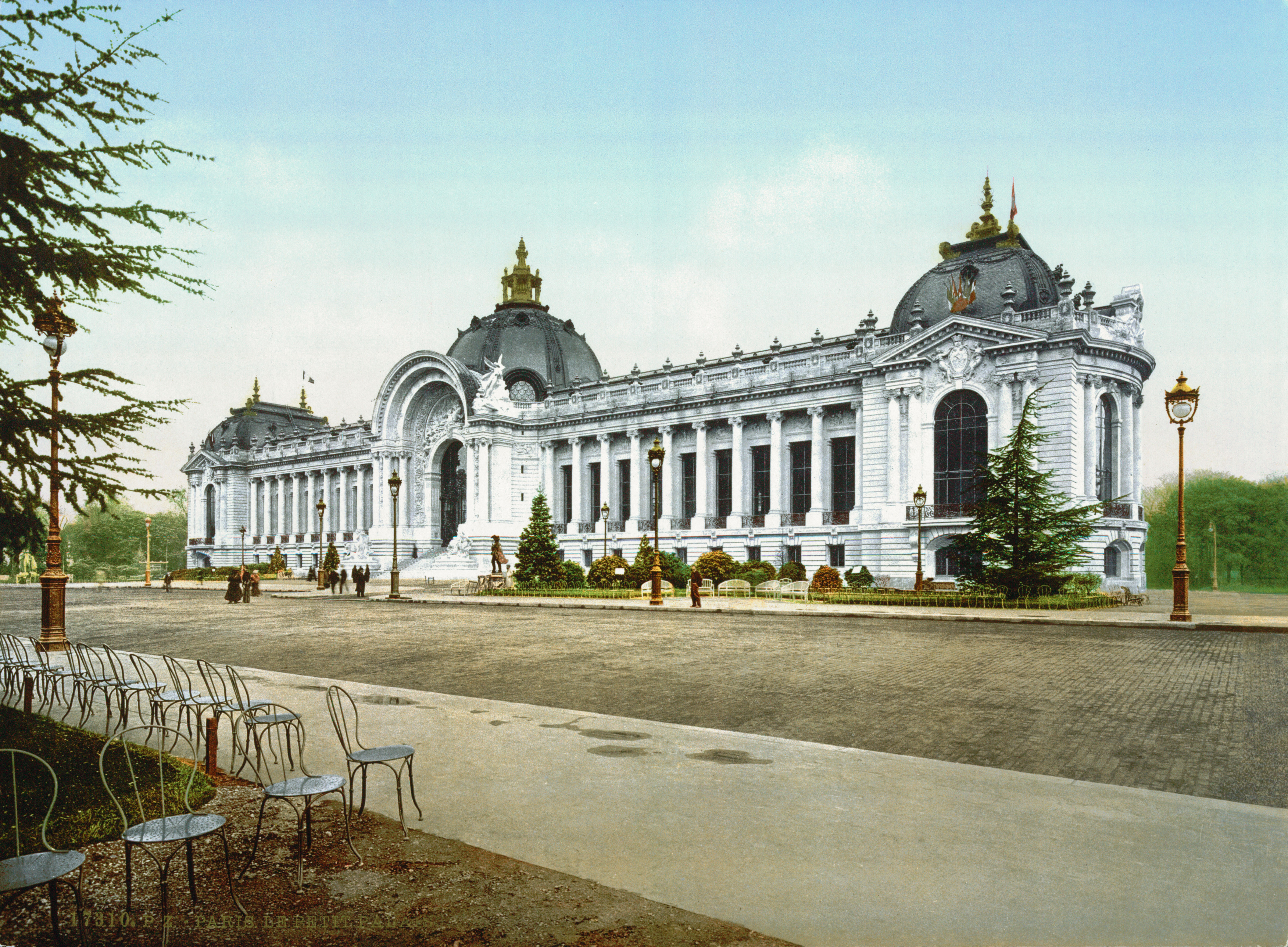
Le Petit Palais vers 1900.

En 1896, un concours d'architectes est ouvert pour l'édification de deux palais, un petit et un grand, en remplacement du palais de l'Industrie. Le projet crée l'avenue Nicolas II qui relie l'avenue des Champs-Élysées à l'esplanade des Invalides par franchissement de la Seine,. Le concours est remporté à l'unanimité du jury par l'architecte Charles Girault ; il obtient une prime de 5 000 francs,. Les architectes Joseph Cassien-Bernard et Gaston Cousin obtiennent le 2e prix.
En 1897, le projet définitif est arrêté. La construction commence entre septembre et octobre 1897 et se poursuivent jusqu'en avril 1900,.
Après la fin de l'Exposition universelle de 1900, de nouveaux travaux débutent entre l'hiver 1901 et le printemps 1902 pour une mise en état en vue de l'ouverture du musée des Beaux-Arts.
Le bâtiment est inscrit aux monuments historiques en 1975.

## Description
Le Petit Palais est organisé autour d'un jardin semi-circulaire. Les lieux d'exposition sont situés au premier étage, le rez-de-chaussée étant consacré à l'origine aux bureaux et aux réserves.

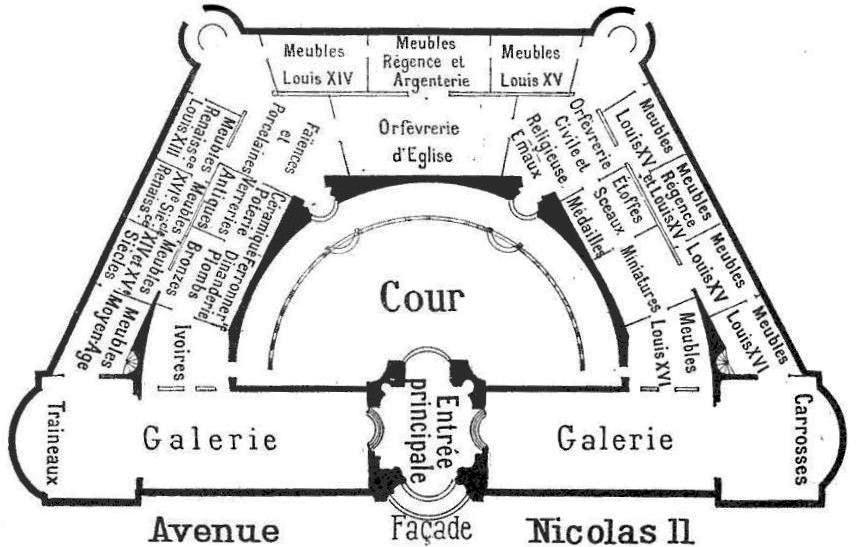
Plan du Petit Palais lors de l'Exposition universelle de 1900.

La façade fait près de 125 m de long, centrée par un porche monumental surmonté d'un dôme. Des colonnes d'ordre composite en ornent la face principale. Le péristyle en hémicycle de la cour est orné de colonnes de style toscan. Le décor est complété par de nombreux bas-reliefs.
Charles Girault avait conçu des espaces uniquement éclairés par la lumière naturelle, créant verrières, coupoles transparentes et larges baies.
Les sculptures sur la façade sont :
- La Ville de Paris protégeant les Arts du sculpteur Jean-Antoine Injalbert avec une femme assise tenant dans son bras gauche un navire symbolisant Paris et entourée par les Muses ;
- sur la droite, un groupe avec La Seine et ses affluents de Maurice Ferrary ;
- sur la gauche, le groupe Les Quatre Saisons de Louis Convers avec des jeunes femmes portant des gerbes de blé et des fruits.

La façade de l'AfricaMuseum de Tervuren, en Belgique, également dessinée par Charles Girault, reprendra en partie la composition et les motifs du Petit Palais.
Le porche de l'opéra de Saïgon au Viêt Nam, ancienne capitale de l'Indochine française et construit lui aussi en 1900, présente des similitudes avec celui du Petit Palais.

### La rénovation

Logo de 2006 à 2012.

L'état vieillissant du bâtiment conduit la ville de Paris à prendre la décision de le rénover en mars 1999,,. La rénovation est décidée par l'équipe municipale de Jean Tiberi et poursuivie à l'identique avec l'arrivée de Bertrand Delanoë à la suite des élections municipales de 2001. Entre janvier 2001 et juin 2005, le Petit Palais est fermé pour rénovation. La maîtrise d'œuvre des travaux dure trois ans et est assurée par l’atelier d'architecture Chaix & Morel et associés,. La ville de Paris finance l'entièreté des travaux pour un coût, après rallonge, de 68 millions d'euros,.
Le Petit Palais rouvre ses portes au grand public le 10 décembre 2005 en exposant trois photographes ayant suivi les travaux : la photographe Flore, Patrick Tourneboeuf et Bruno Delamain.

Le Petit Palais en 2005
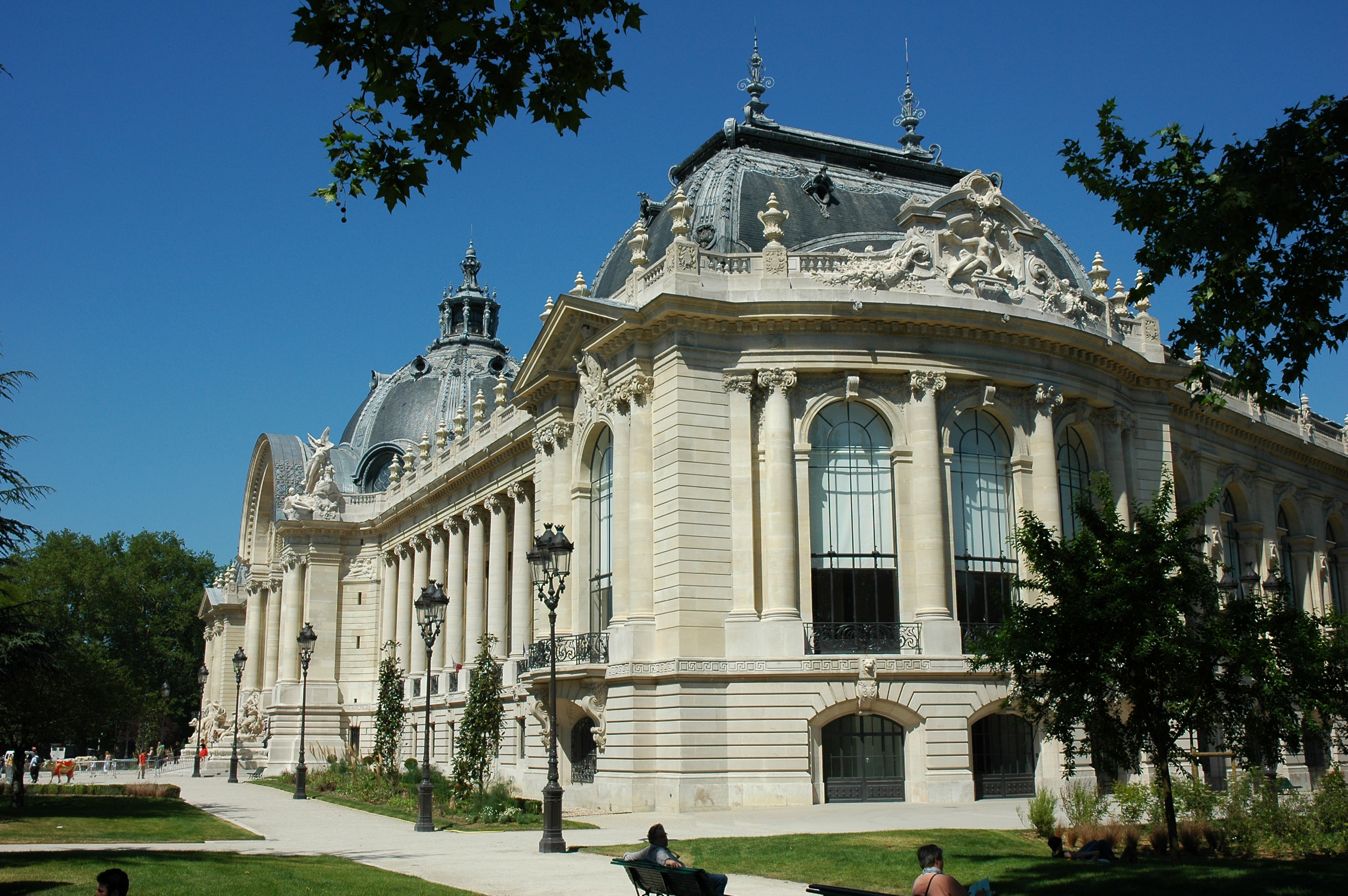
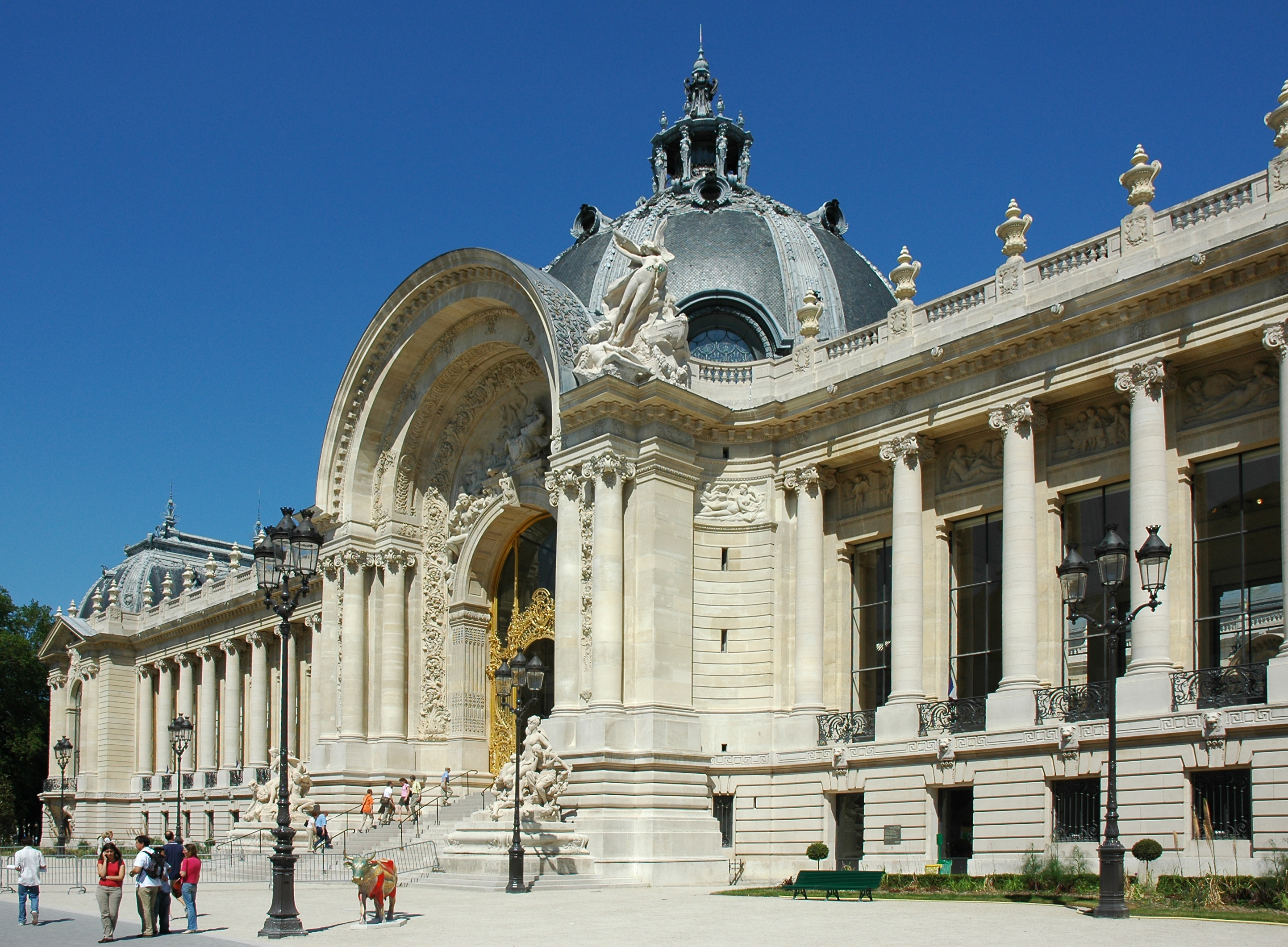
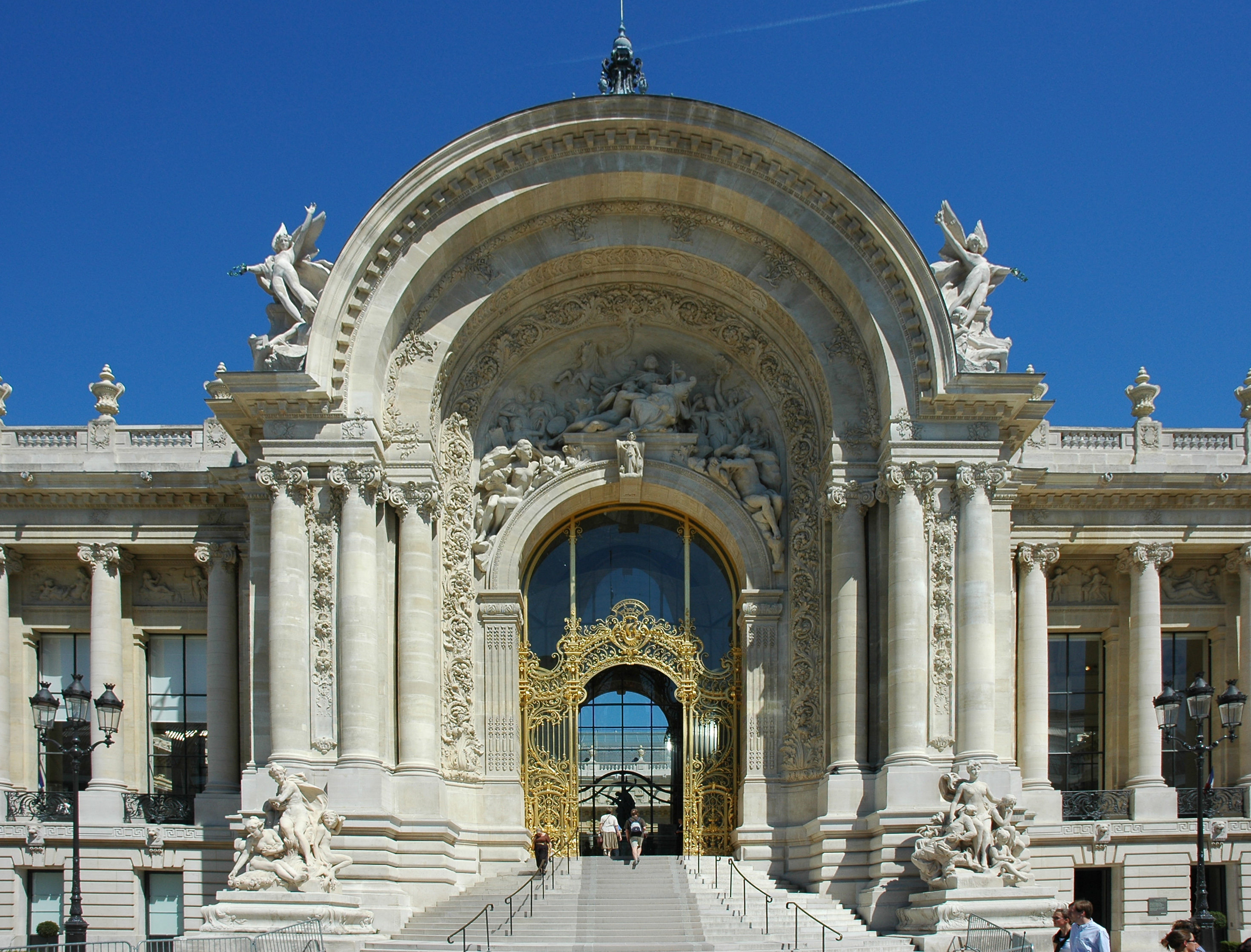

Des espaces d'exposition supplémentaires sont créés au rez-de-chaussée (22 000 m2 au total), les réserves étant déménagées au sous-sol. La collection permanente est exposée à gauche en entrant, les expositions temporaires à droite et au sous-sol.

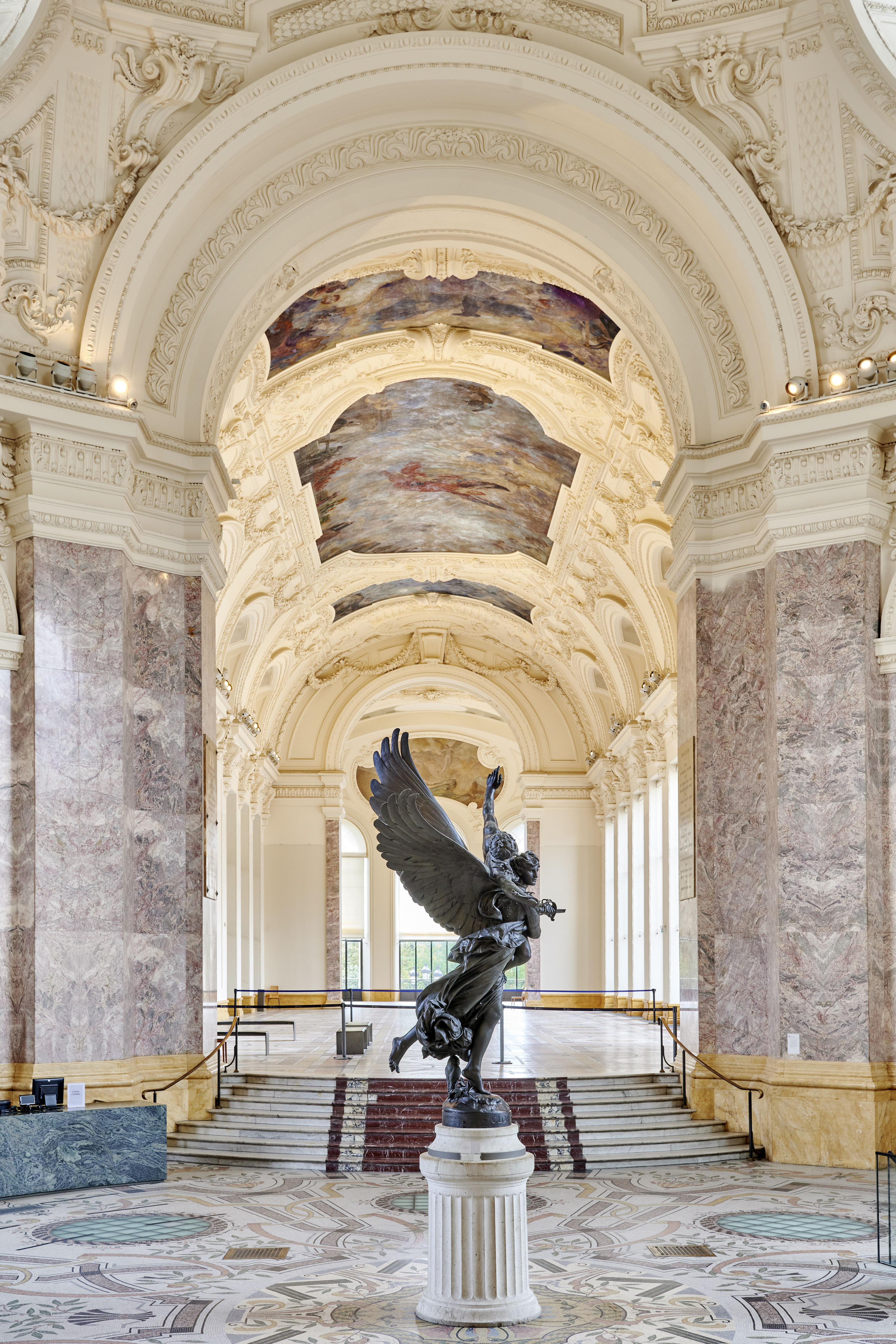
Le vestibule.
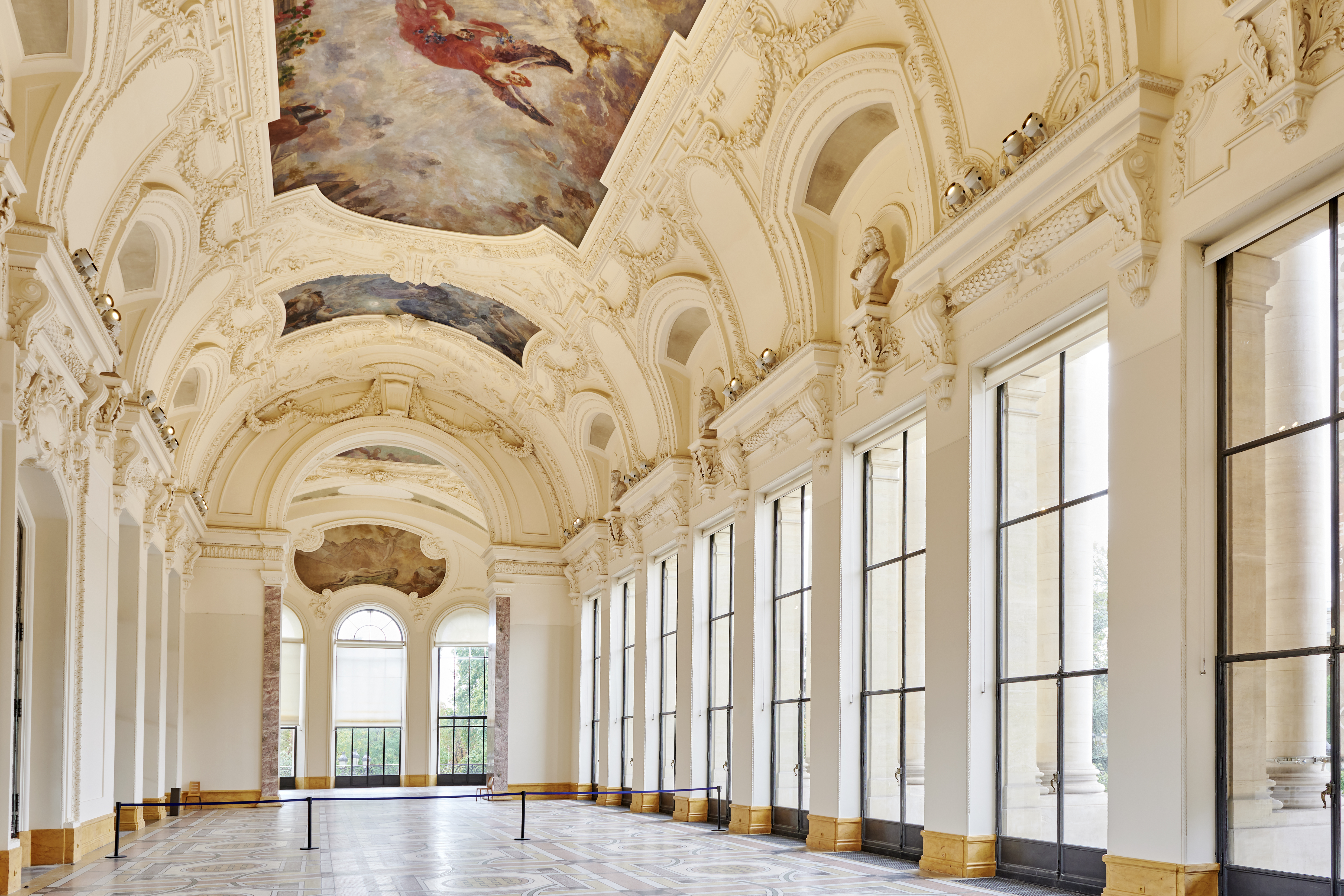
Espace de réception.
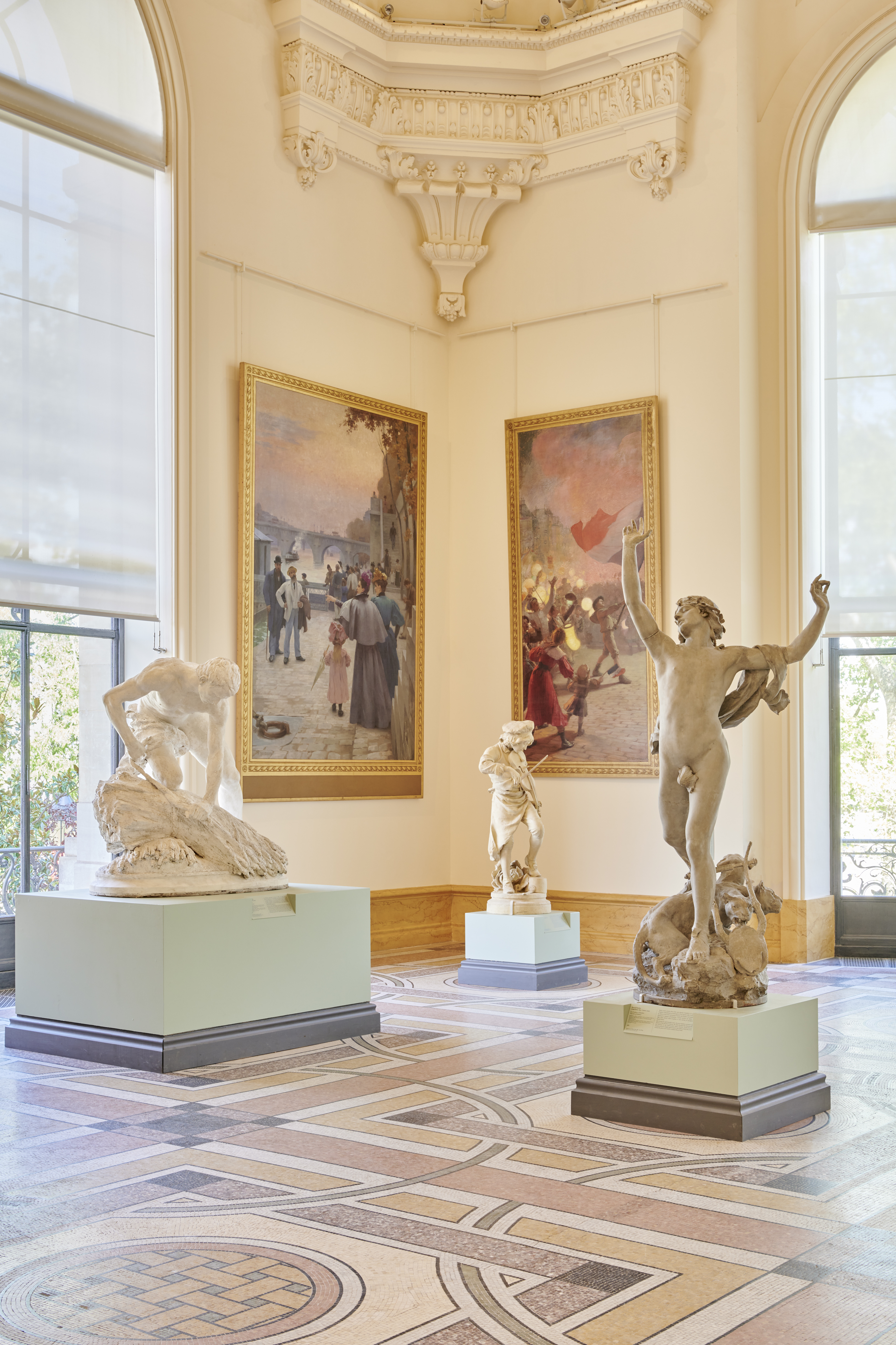
Galerie des sculptures.
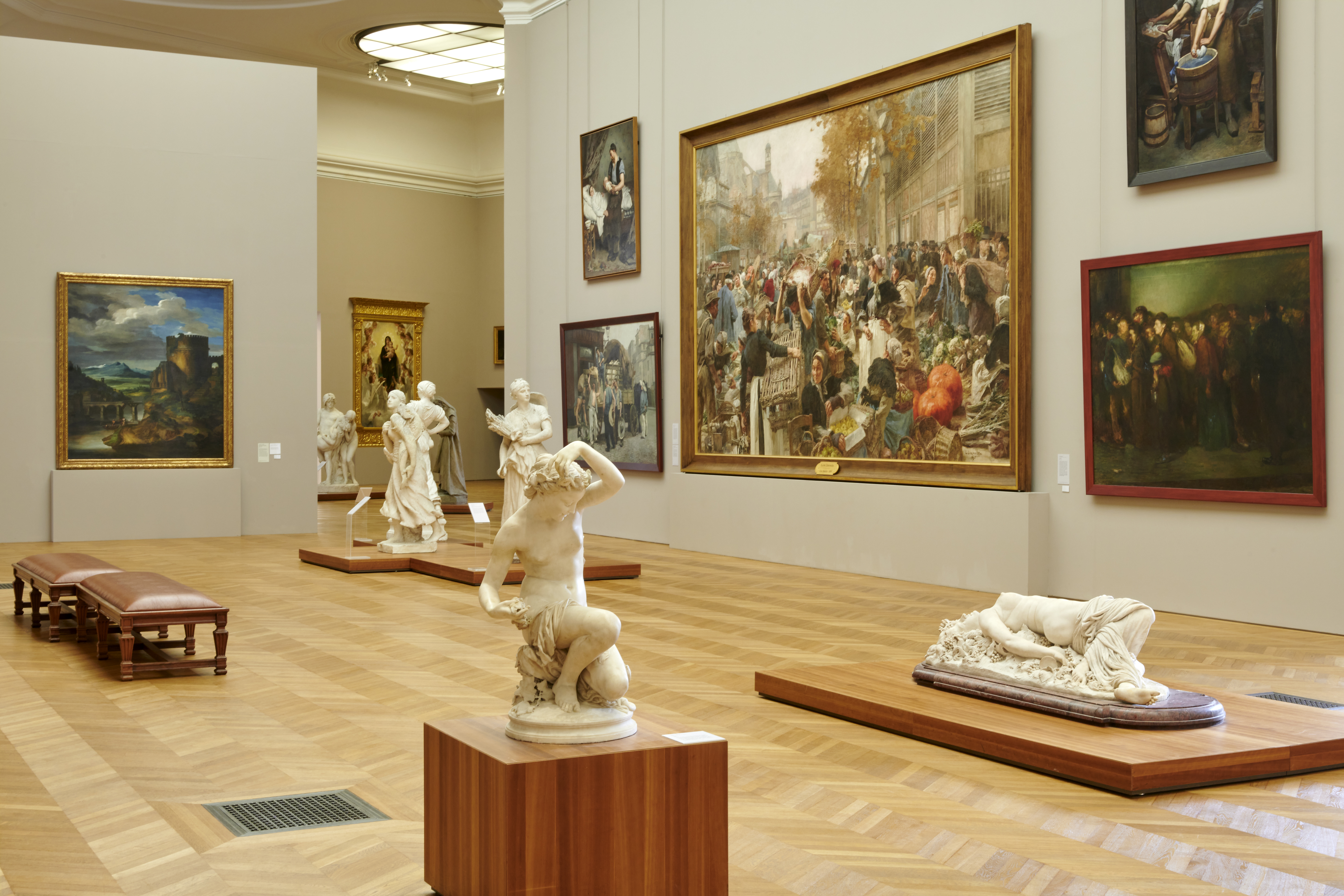
Galerie des grands formats.
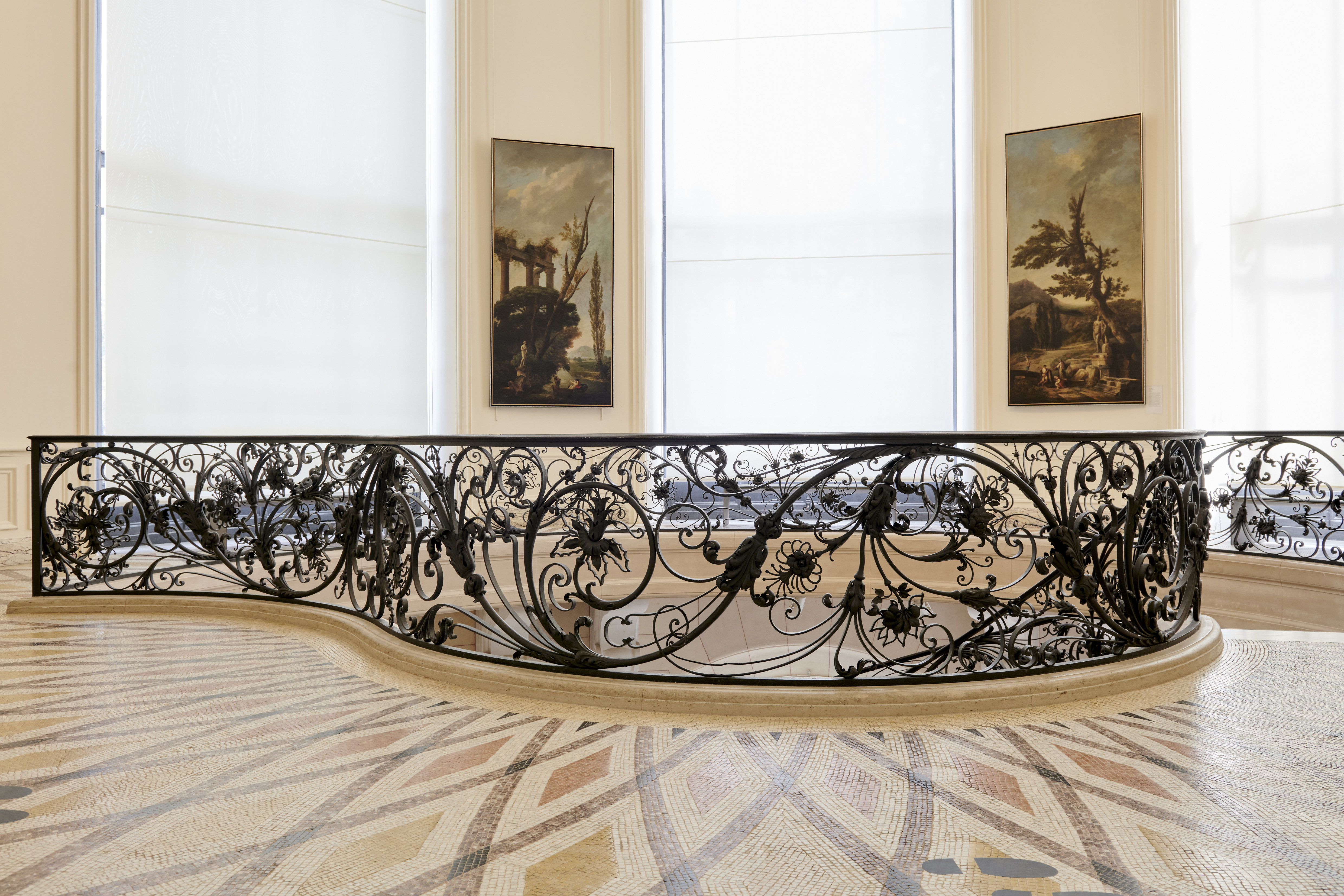
Escalier.
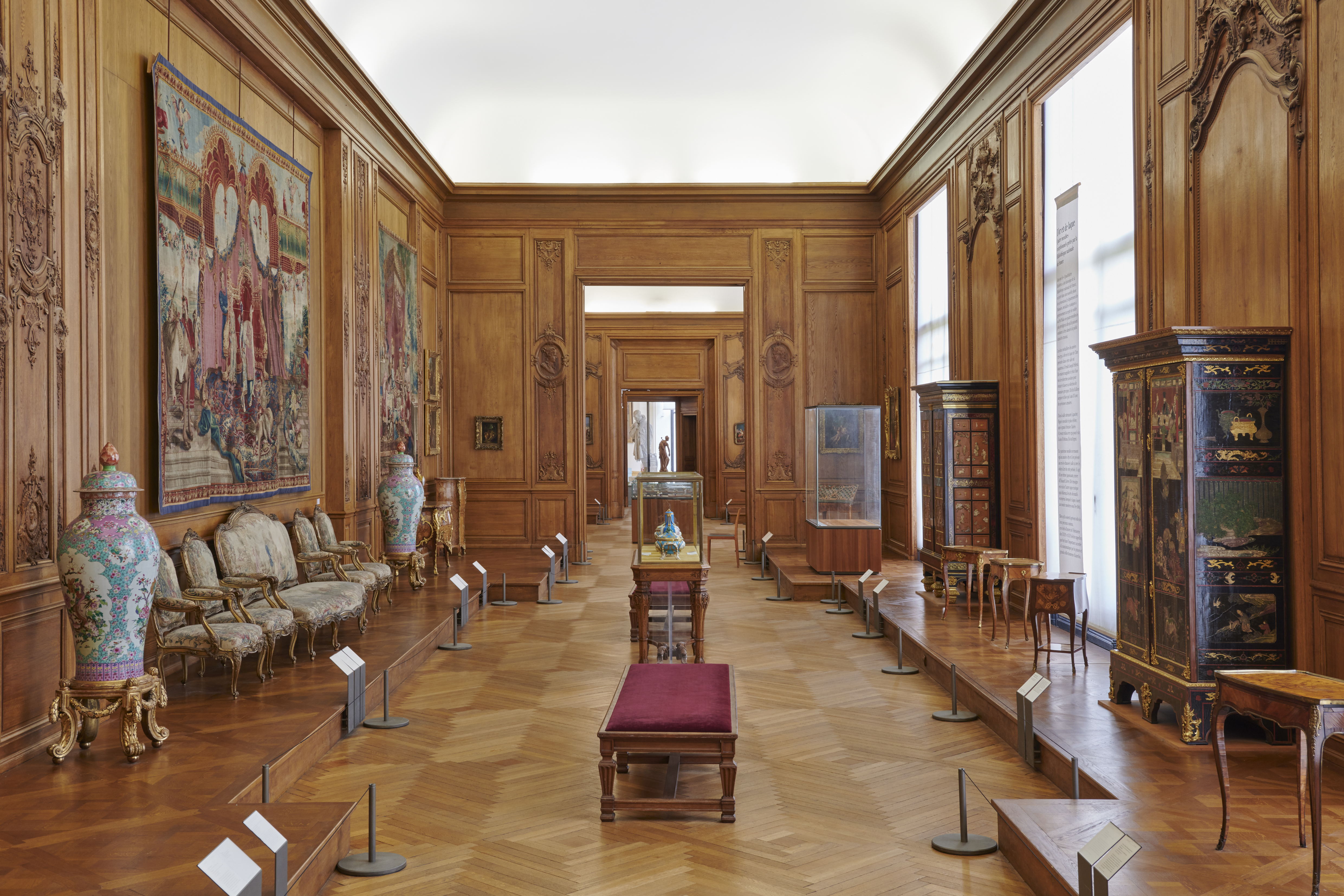
Galerie Tuck.

Entre les deux, au fond du jardin, un café permet de se restaurer. Les fenêtres des espaces d'exposition et les verrières des collections permanentes sont aménagées pour l'éclairage naturel. Les bureaux sont situés au-dessus des espaces d'expositions temporaires. Un amphithéâtre est créé au rez-de-chaussée sous le jardin.

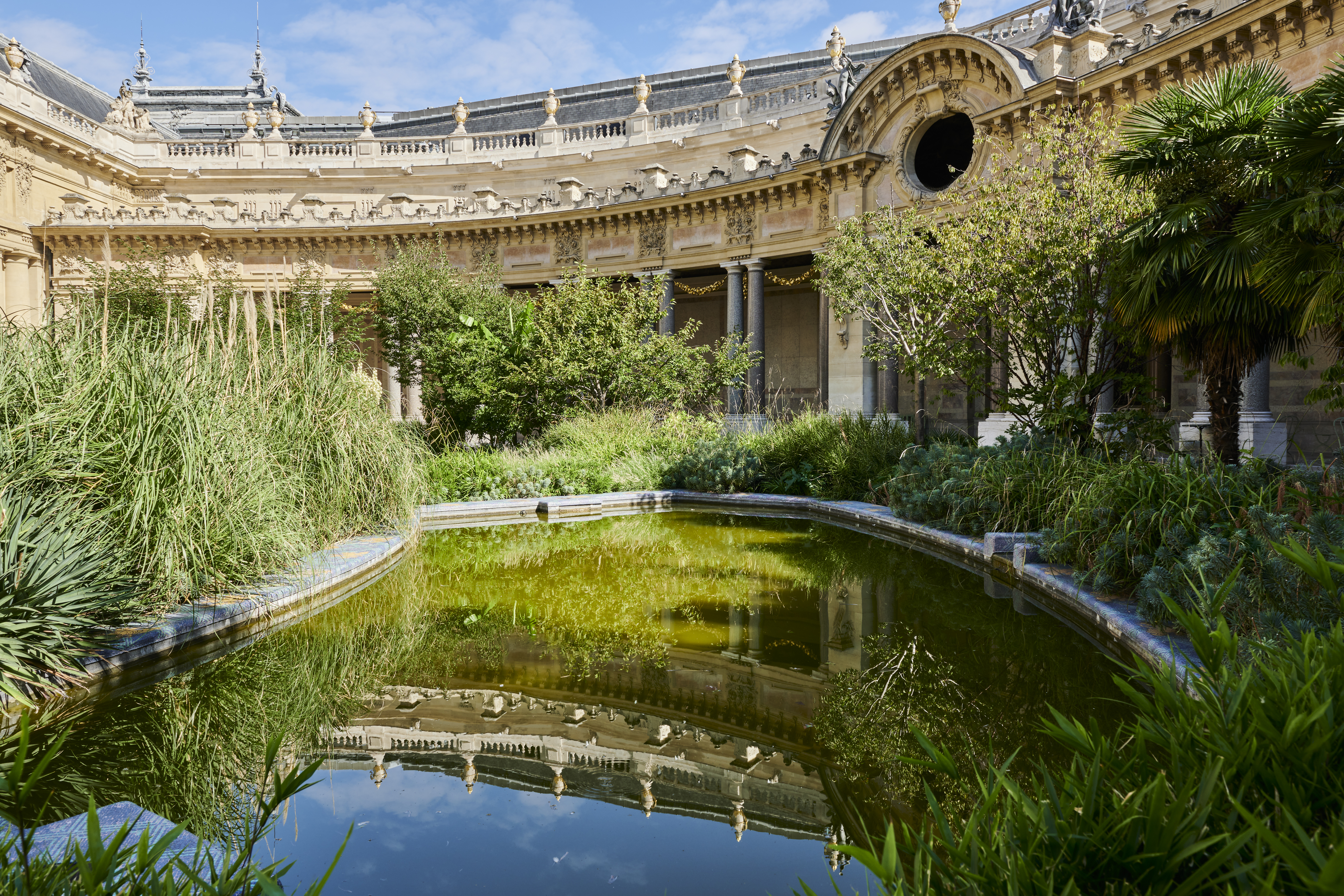
Le jardin intérieur.
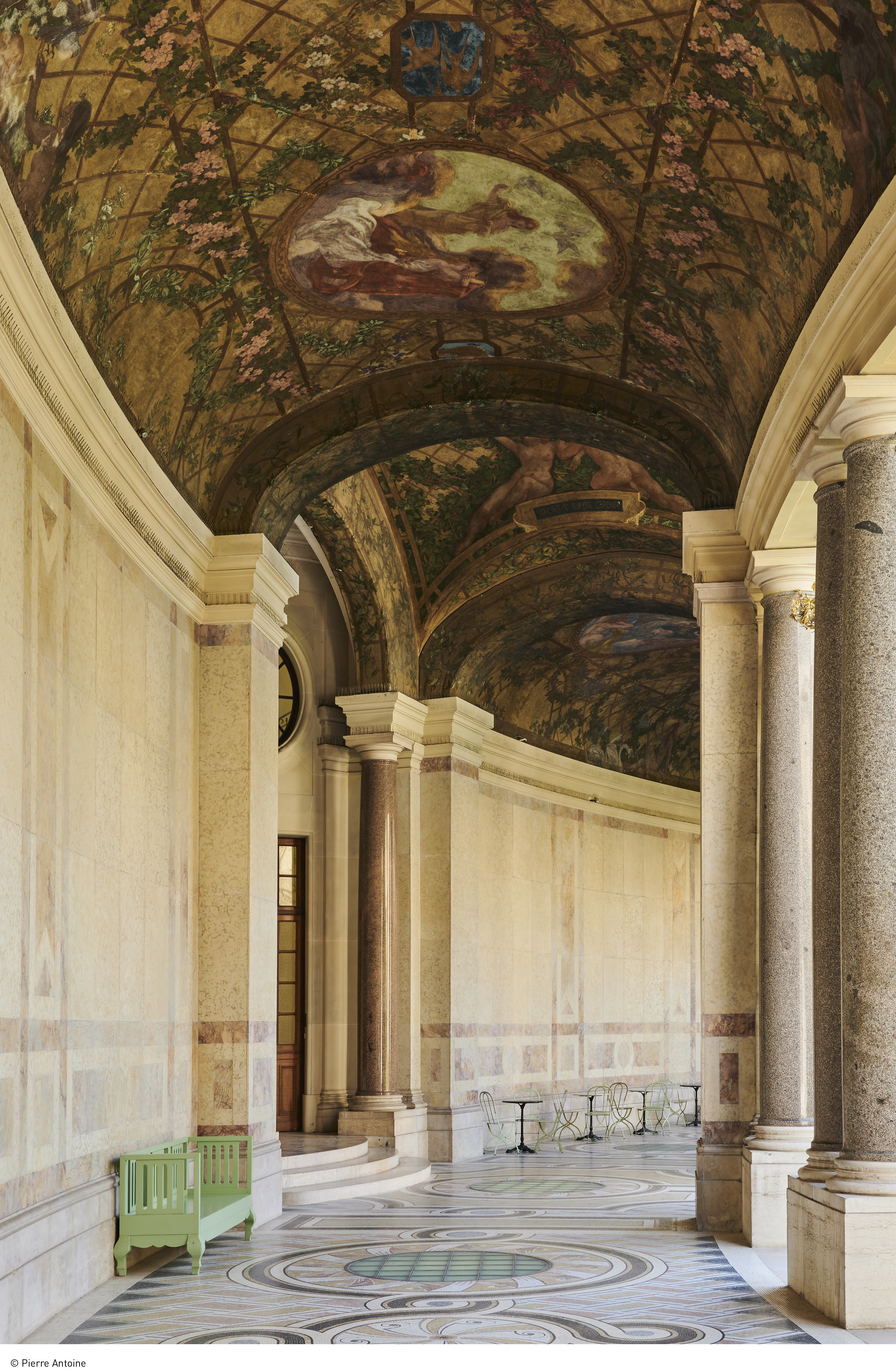
Le péristyle.
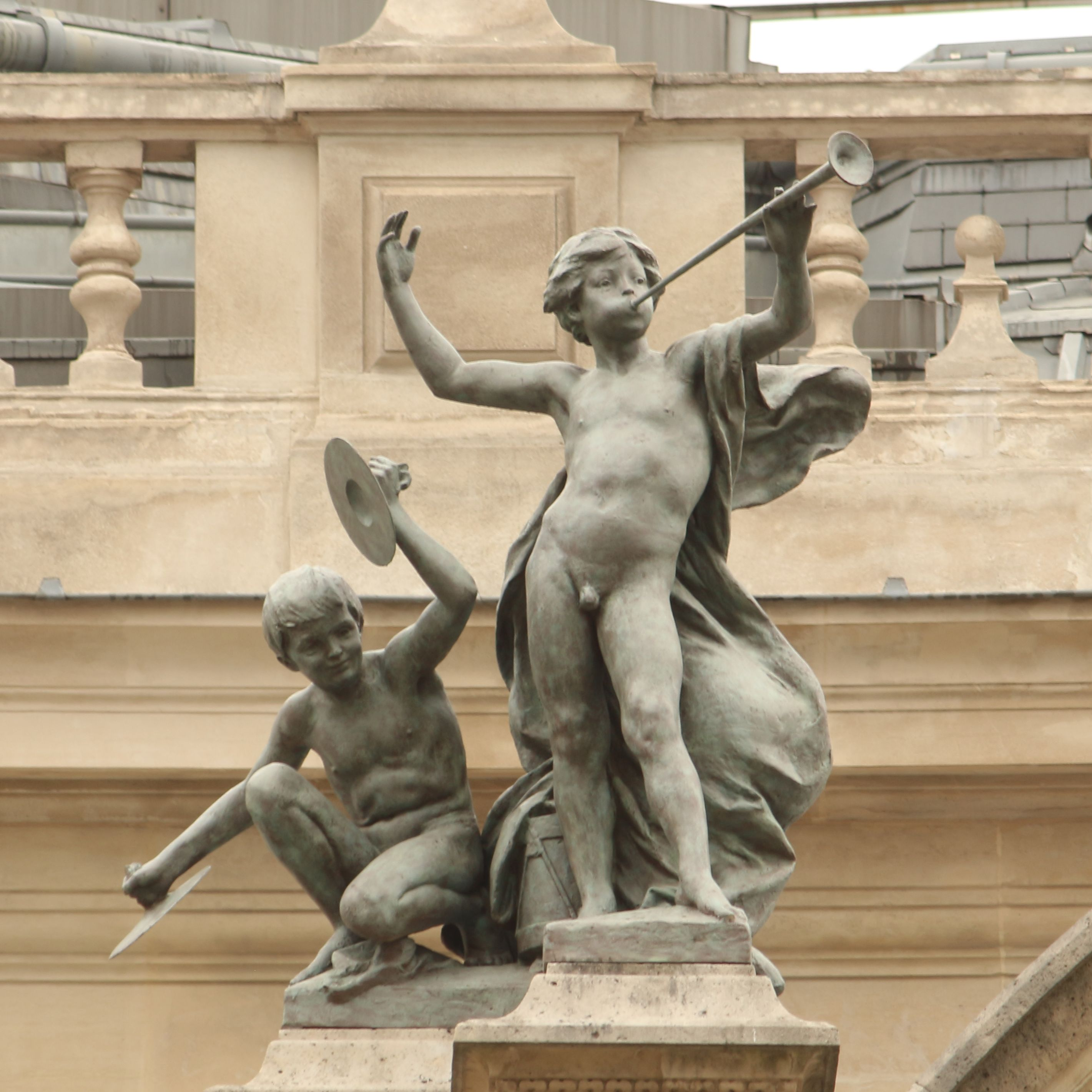
Louis Convers, groupe de musiciens sur le toit du péristyle.

## Les collections

### Histoire des collections

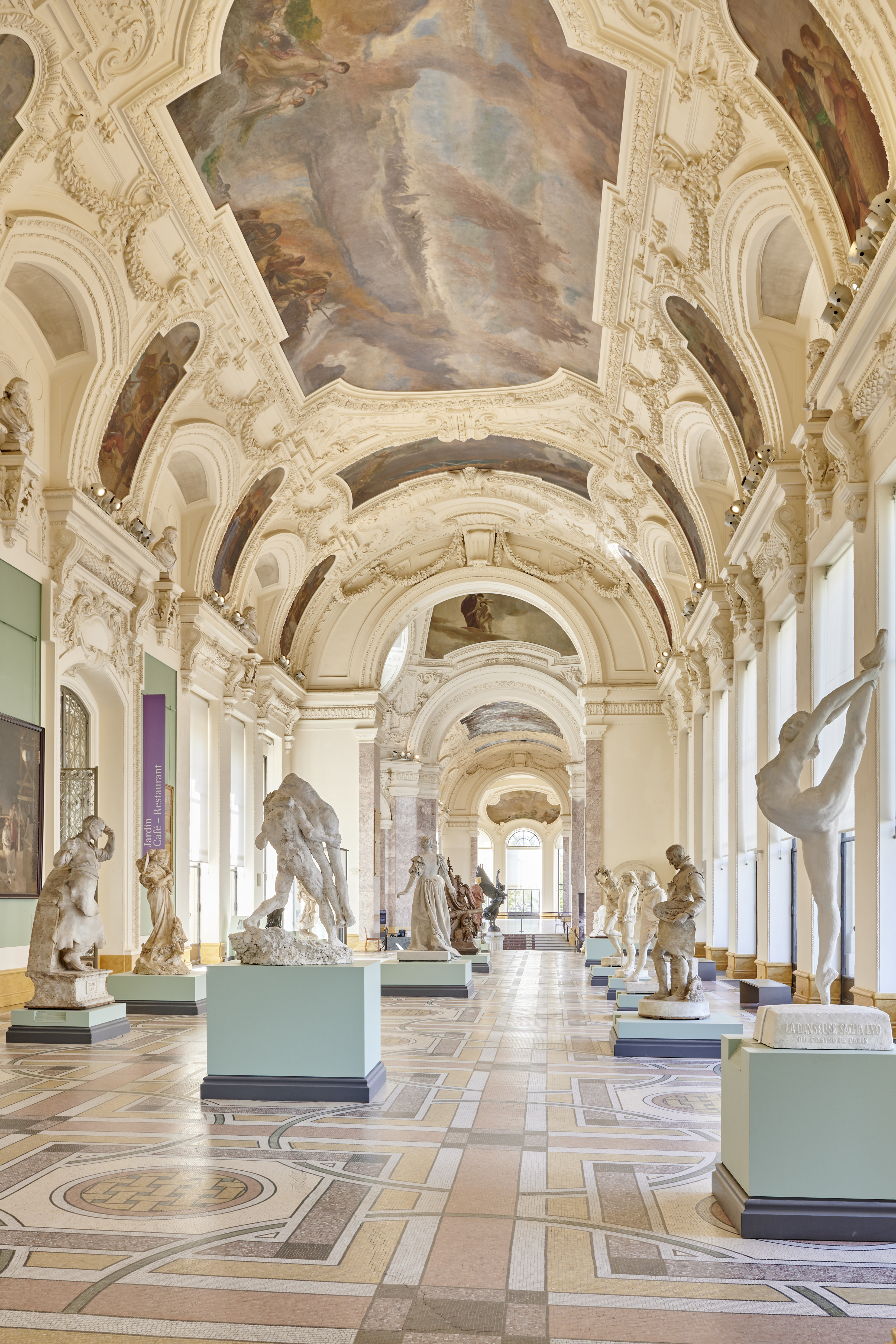
Vue de la galerie des sculptures.

Dès 1902, le Petit Palais devient « palais des Beaux-Arts de la Ville de Paris » pour accueillir une collection permanente (de l'Antiquité à la fin du XIXe siècle, les collections municipales du XXe siècle se trouvant au palais de Tokyo) et des expositions temporaires.
Ces collections sont enrichies par de multiples donations dont on peut citer les plus importantes :
- Eugène et Auguste Dutuit cèdent leur collection en 1902, riche de près de 20 000 œuvres et comportant plusieurs œuvres majeures de l'école hollandaise (dont un autoportrait de Rembrandt et l'Enlèvement de Proserpine de Rubens), des antiquités gréco-romaines, des objets d'arts du Moyen Âge et de la Renaissance, des gravures et des dessins de maîtres (Martin Schongauer, Albrecht Dürer, Rembrandt, Fragonard, etc.).
- Edward et Julia Tuck cèdent en 1930 leur collection d'objets d'art français du XVIIIe siècle.
- Ambroise Vollard cède plusieurs œuvres modernes au musée, parmi lesquelles on peut citer le Portrait d'Ambroise Vollard au chat par Pierre Bonnard (1924) ou un autre portrait du mécène par Paul Cézanne (1899).
- Roger Cabal lègue au musée une collection d'icônes en 1998.

Parallèlement à ces dons, le musée va acquérir de nombreuses œuvres dont plusieurs tableaux de Gustave Courbet.
Depuis une dizaine d'années, la photographie contemporaine est entrée au Petit Palais lorsqu'il est décidé de présenter, en introduction aux grandes expositions internationales, des images de photographes inspirés par les civilisations exposées. Certaines de ces photographies sont ensuite acquises par le musée.

### Peinture

#### Peinture flamande et néerlandaise
- Gerrit Berckheyde
- Pieter Claesz
- Jacques Daret
- Meindert Hobbema
- Jacob Jordaens
- Johan Barthold Jongkind
- Gabriel Metsu
- Frans van Mieris l'Ancien
- Adriaen van Ostade
- Rembrandt :

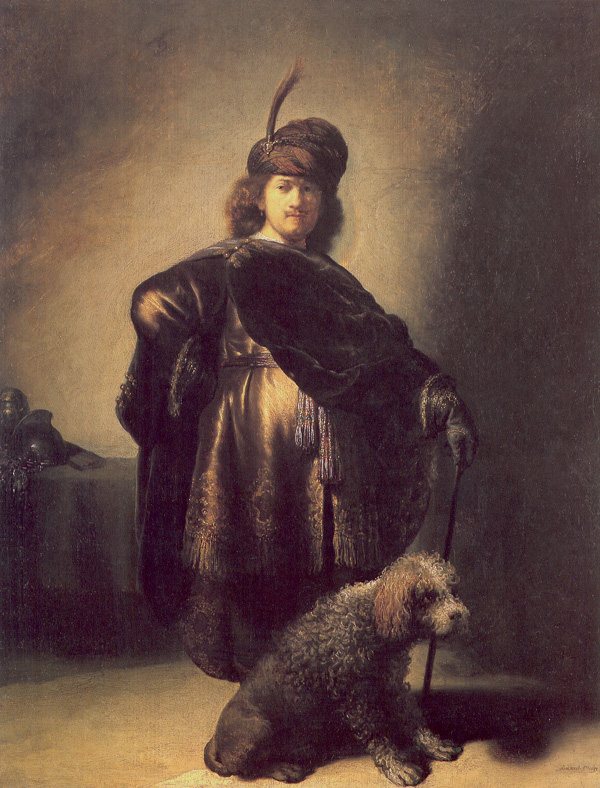
Rembrandt, Portrait de l'artiste en costume oriental (1631), huile sur panneau de chêne.

  - Portrait de l'artiste en costume oriental
- Rubens
- Jacob van Ruisdael
- Jan Sanders van Hemessen
- Jan Steen
- David Teniers le Jeune
- Willem van de Velde le Jeune
- Abraham de Vries

#### Peinture française
- Jules Adler
- Edmond Aman-Jean
- Marius Avy
- Albert Besnard
- Pierre Bonnard :
  - Portrait d'Ambroise Vollard au chat
  - Conversation à Arcachon
- Eugène Boudin
- William Bouguereau :
  - La Vierge aux anges
- Marie Bracquemond :
  - Le Goûter
- Paul Cézanne :
  - Trois baigneuses
  - Portrait d'Ambroise Vollard
- Théodore Chassériau
- Léon-François Comerre :
  - Bicyclette au Vésinet
- Jean-Baptiste Camille Corot :
  - Marietta
- Gustave Courbet :
  - Portrait de Zélie Courbet
  - Autoportrait au chien noir
  - Les Amants heureux
  - Portrait de Juliette Courbet
  - Pompiers courant à un incendie
  - Les Demoiselles des bords de la Seine (été)
  - Proudhon et ses enfants
  - Le Sommeil
  - Trois Baigneuses
- Jacques-Louis David :
  - La Mort de Sénèque
- Honoré Daumier :
  - Les Joueurs d'échecs
- Edgar Degas
- Eugène Delacroix :
  - Combat du Giaour et du Pacha
- Maurice Denis
- Gustave Doré
- Jean-Honoré Fragonard :
  - Jérôme de La Lande
- Claude Gellée :
  - Paysage avec le port de Santa Marinella
- Théodore Géricault :
  - Cheval bai brun à l'écurie
- Jean-Léon Gérôme :
  - La République
- Henri Gervex :
  - La Naissance de Vénus
- Jean-Baptiste Greuze
- Jean-Jacques Henner :
  - Bara
- Jean-Auguste-Dominique Ingres :
  - Henri IV recevant l'ambassadeur d'Espagne
  - La Mort de Léonard de Vinci
- Jean Julien
- Nicolas de Largillierre :
  - Perdrix rouge dans une niche
- Léon Lhermitte
- Maximilien Luce
- Édouard Manet
- Henri Martin :
  - Groupe des amoureux
- Claude Monet :
  - Soleil couchant sur la Seine, effet d'hiver
- Gustave Moreau
- Berthe Morisot :
  - Dans le parc
- Jean-Baptiste Oudry
- Fernand Pelez
- Camille Pissarro
- Nicolas Poussin
- Pierre Puvis de Chavannes
- Odilon Redon :
  - Le Char d'Apollon
- Auguste Renoir : 
  - Ambroise Vollard au foulard rouge
- Hubert Robert
- Georges Rouault
- Paul Sérusier :
  - La Tapisserie
- Paul Signac
- Alfred Sisley :
  - Allée de châtaigniers à La Celle-Saint-Cloud
- Gaston de La Touche
- Henri de Toulouse-Lautrec :
  - Nice, souvenir de la promenade des Anglais
- Claude Joseph Vernet
- Édouard Vuillard

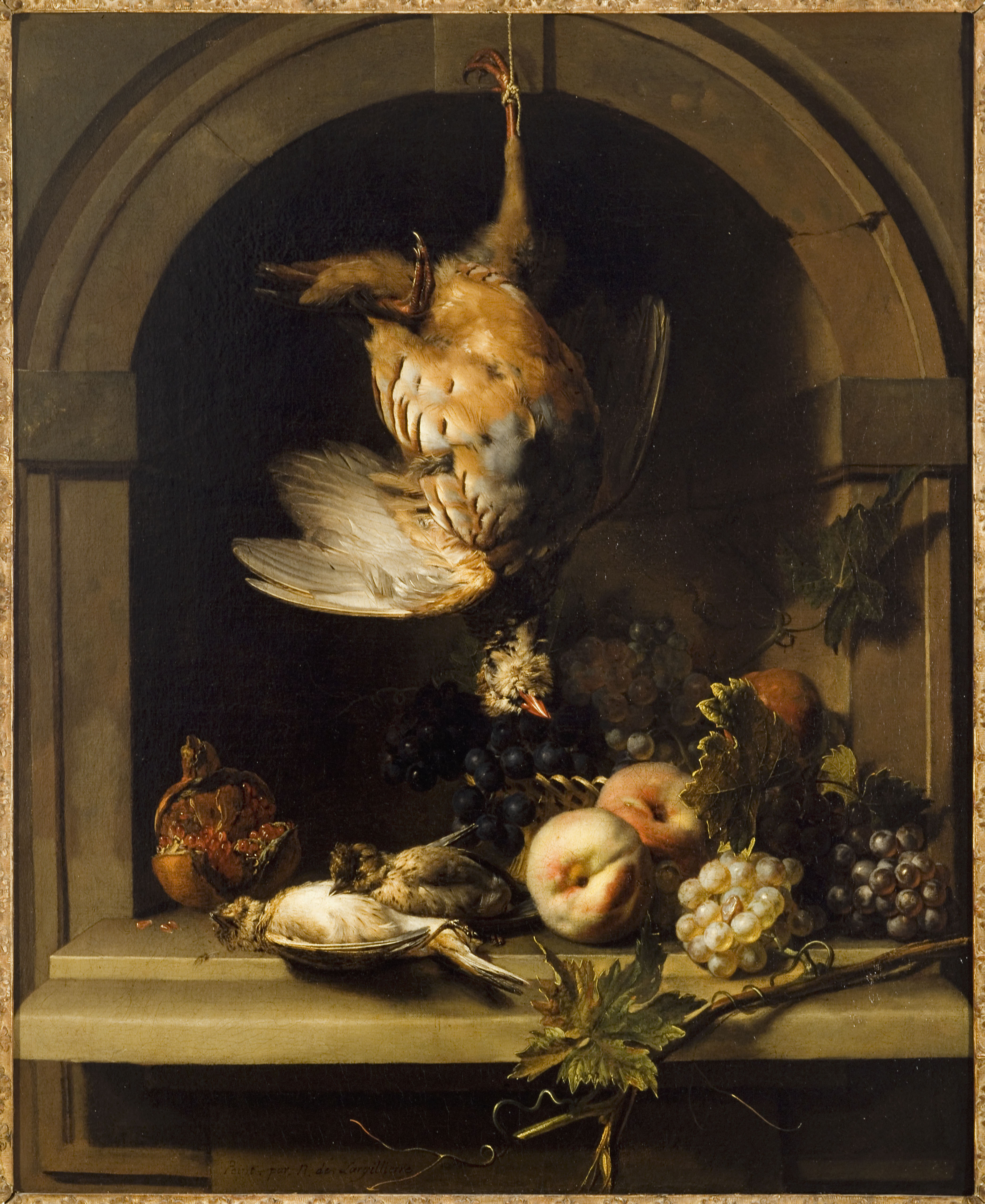
Nicolas de Largillierre, Perdrix rouge dans une niche (vers 1680-1685).
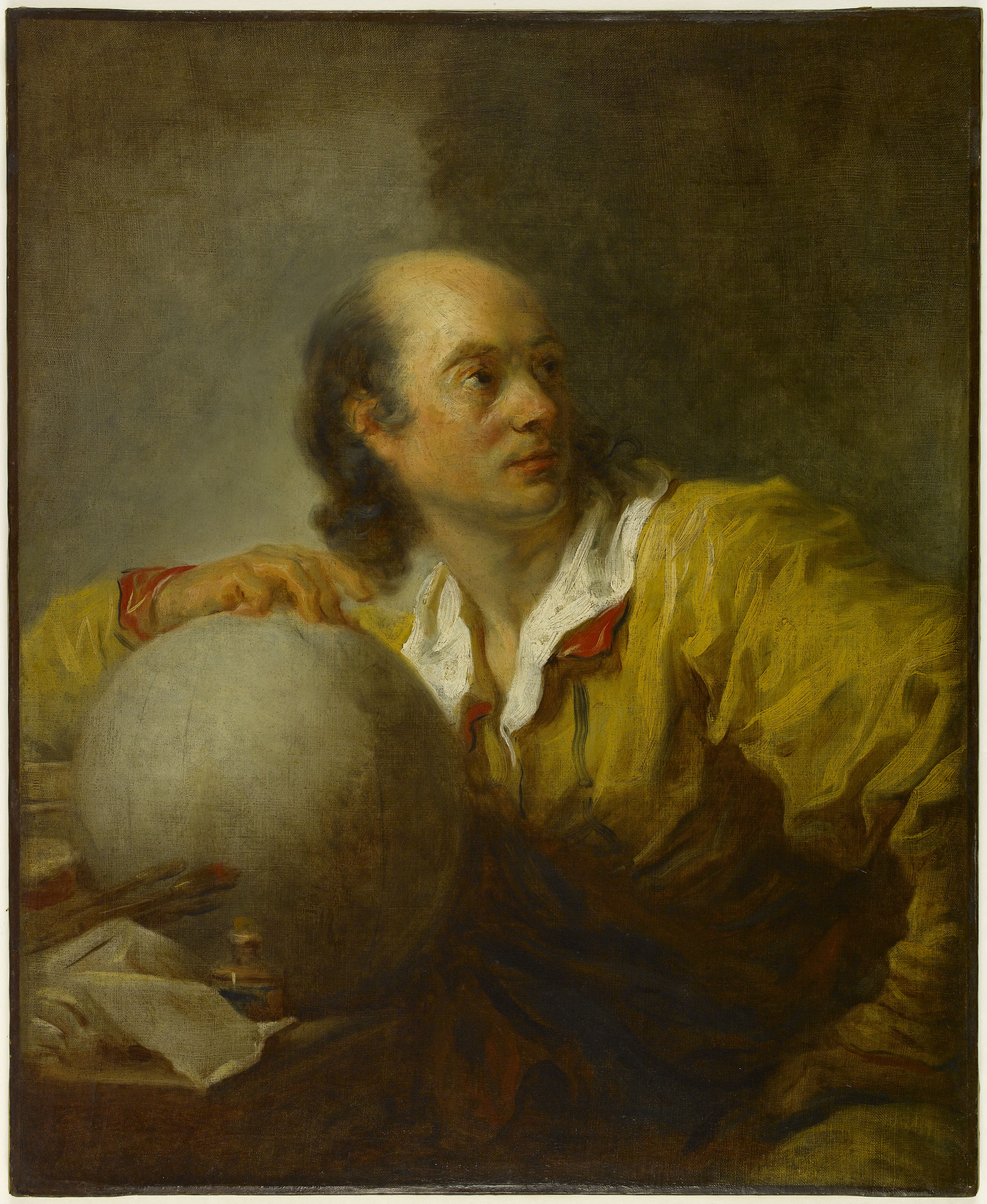
Jean-Honoré Fragonard, Jérôme de La Lande (1767-1768).
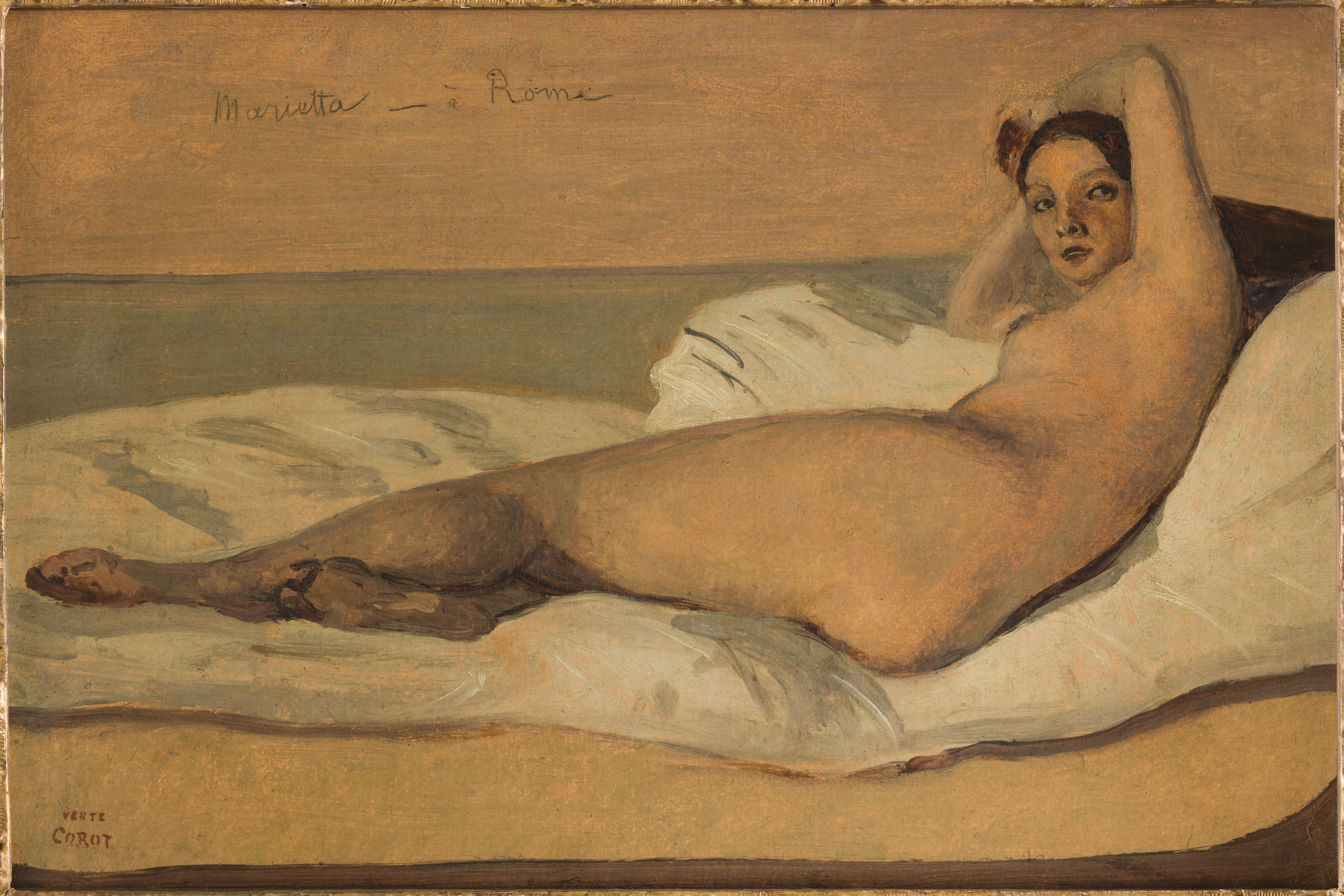
Jean-Baptiste Camille Corot, Marietta (1843).
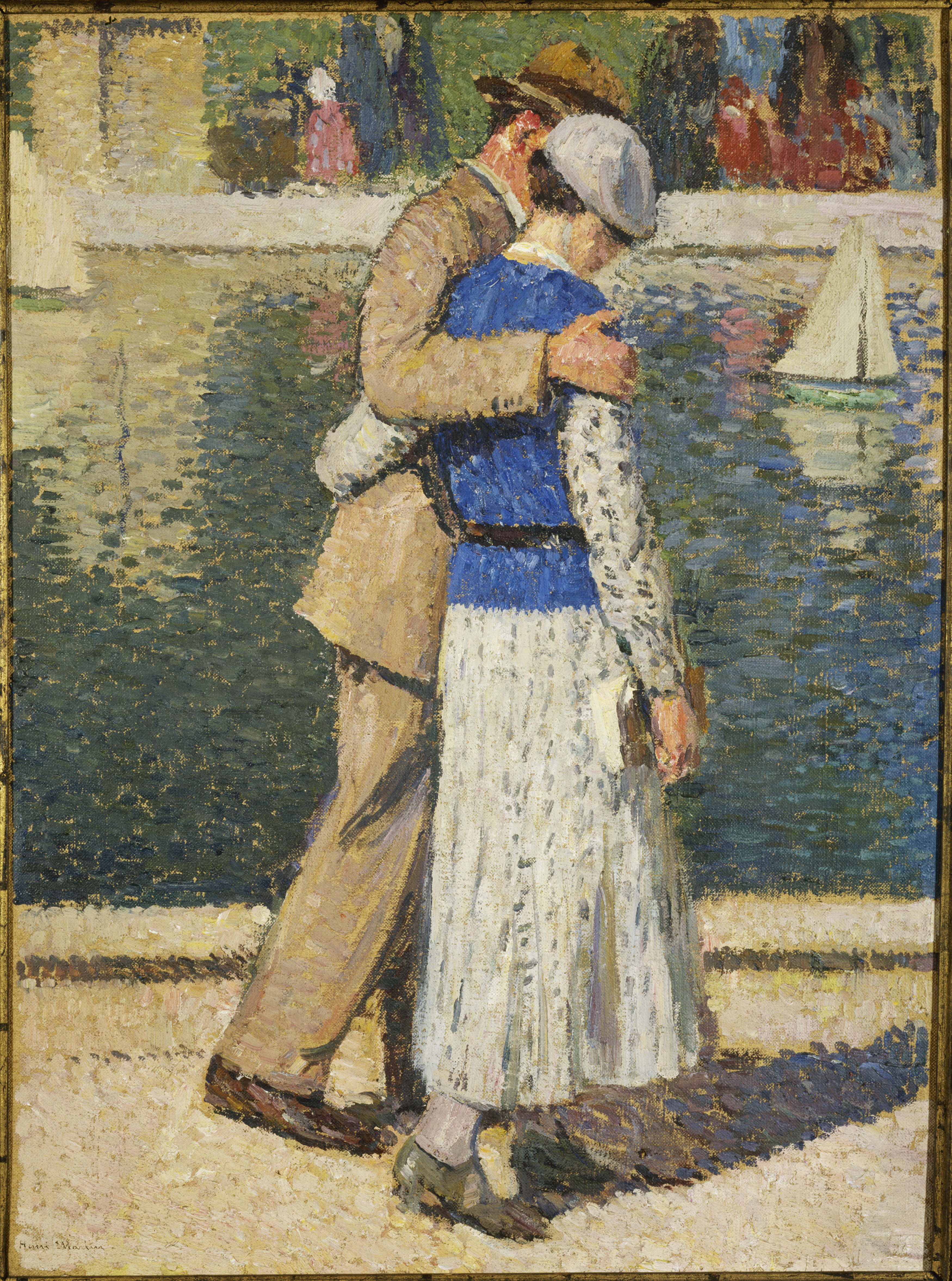
Henri Martin, Groupe des amoureux (1932-1935)[14].
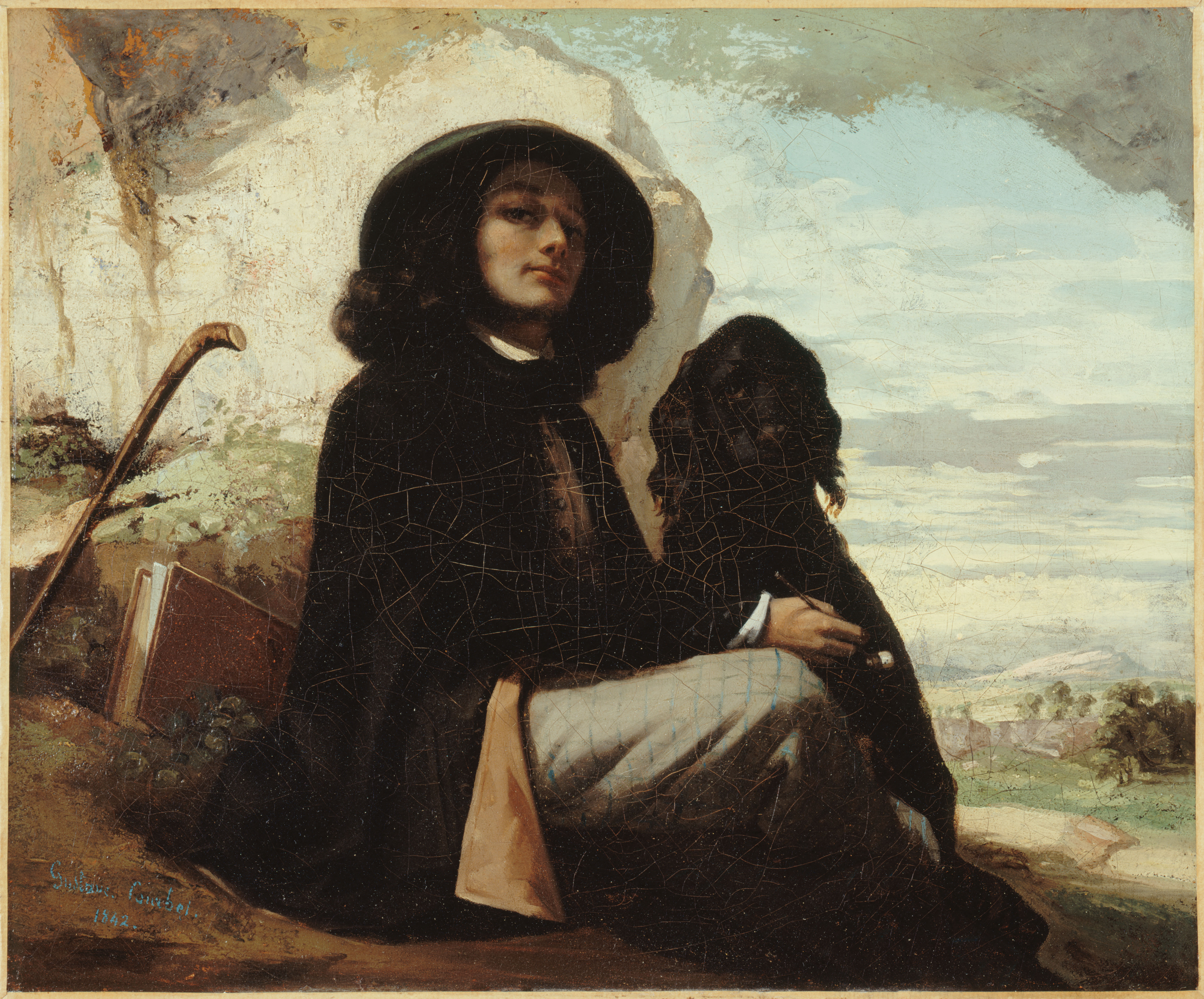
Gustave Courbet, Autoportrait au chien noir (1841)[15].
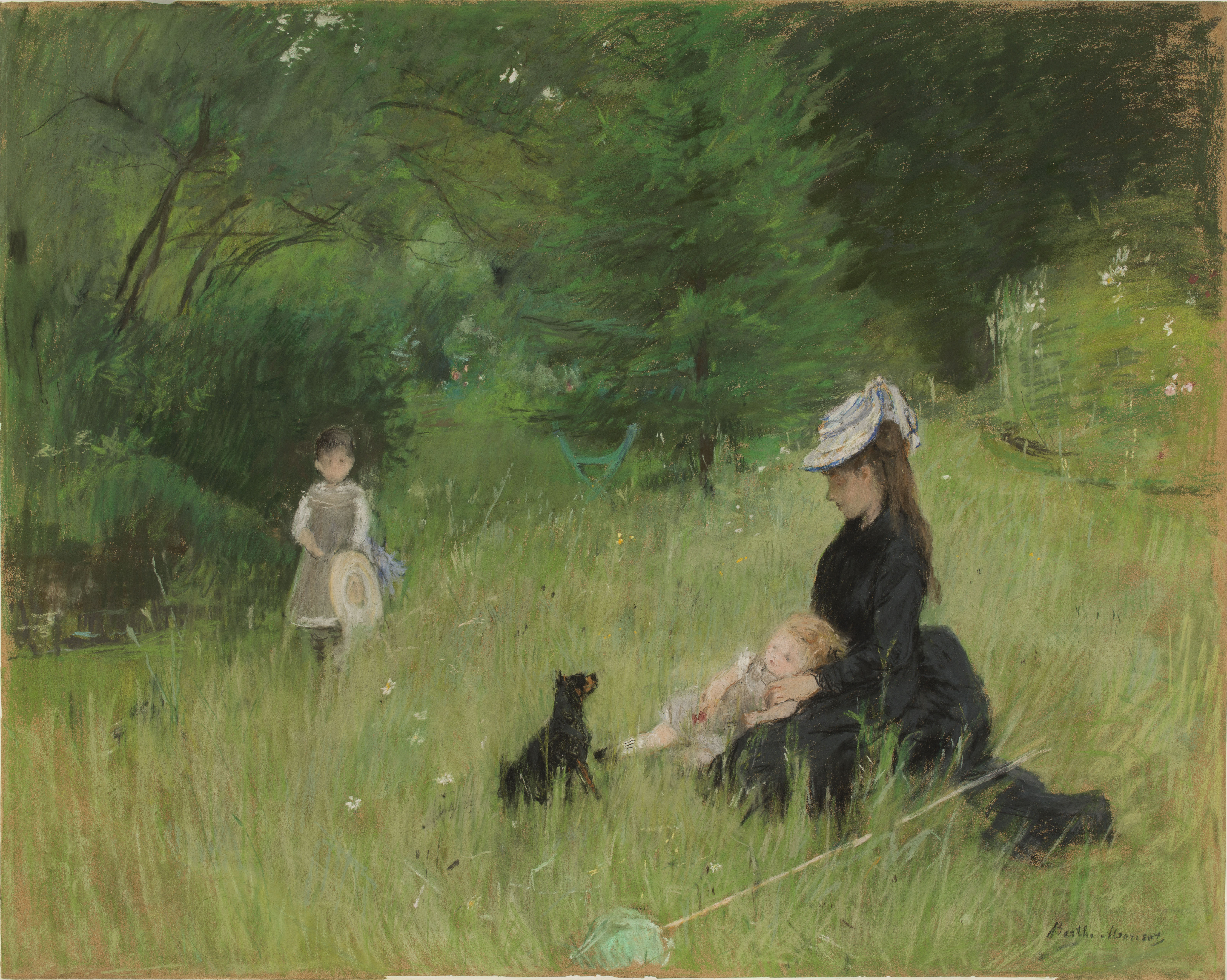
Berthe Morisot, Dans le parc (vers 1874).
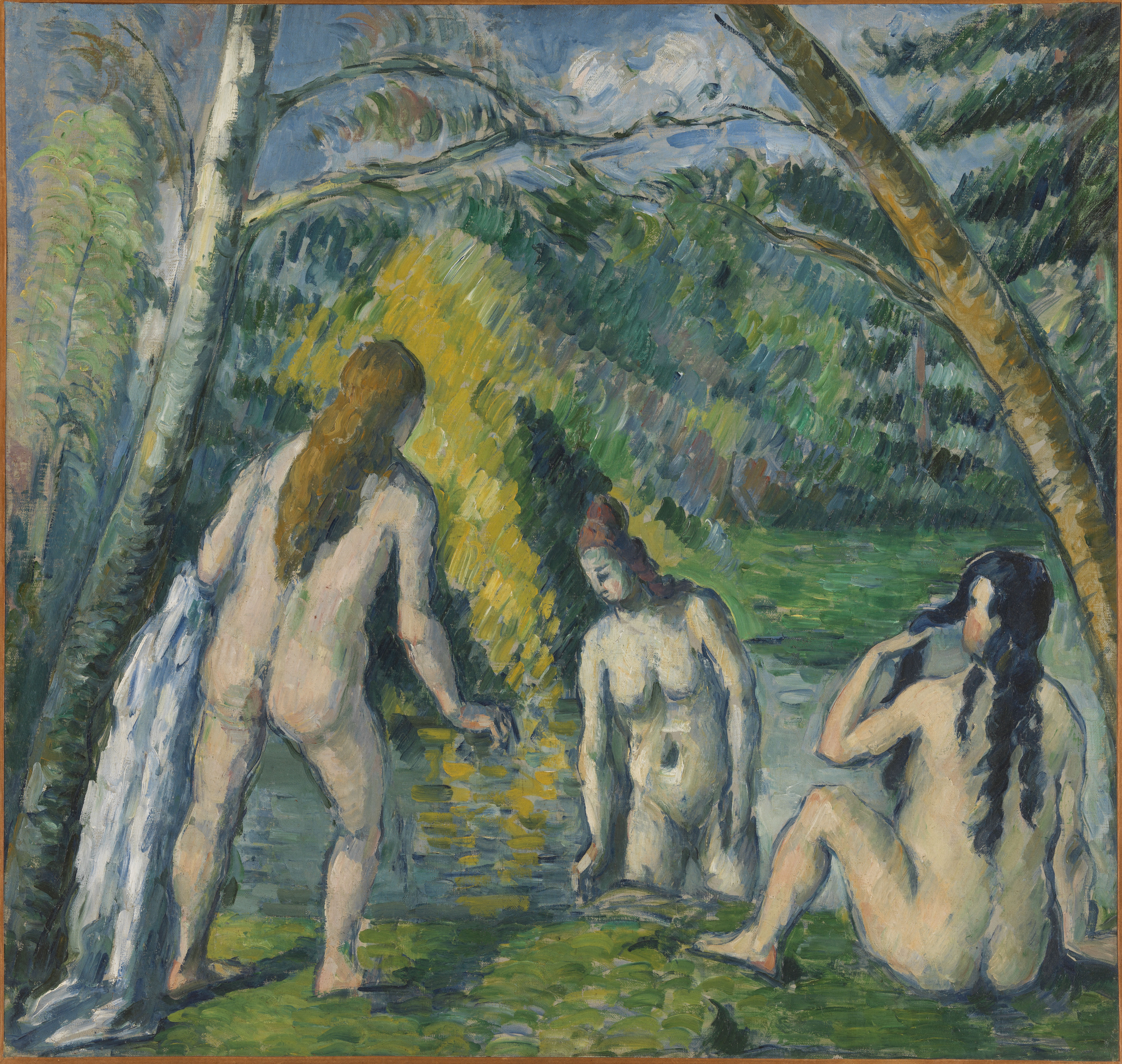
Paul Cézanne, Trois baigneuses (1879-1882).
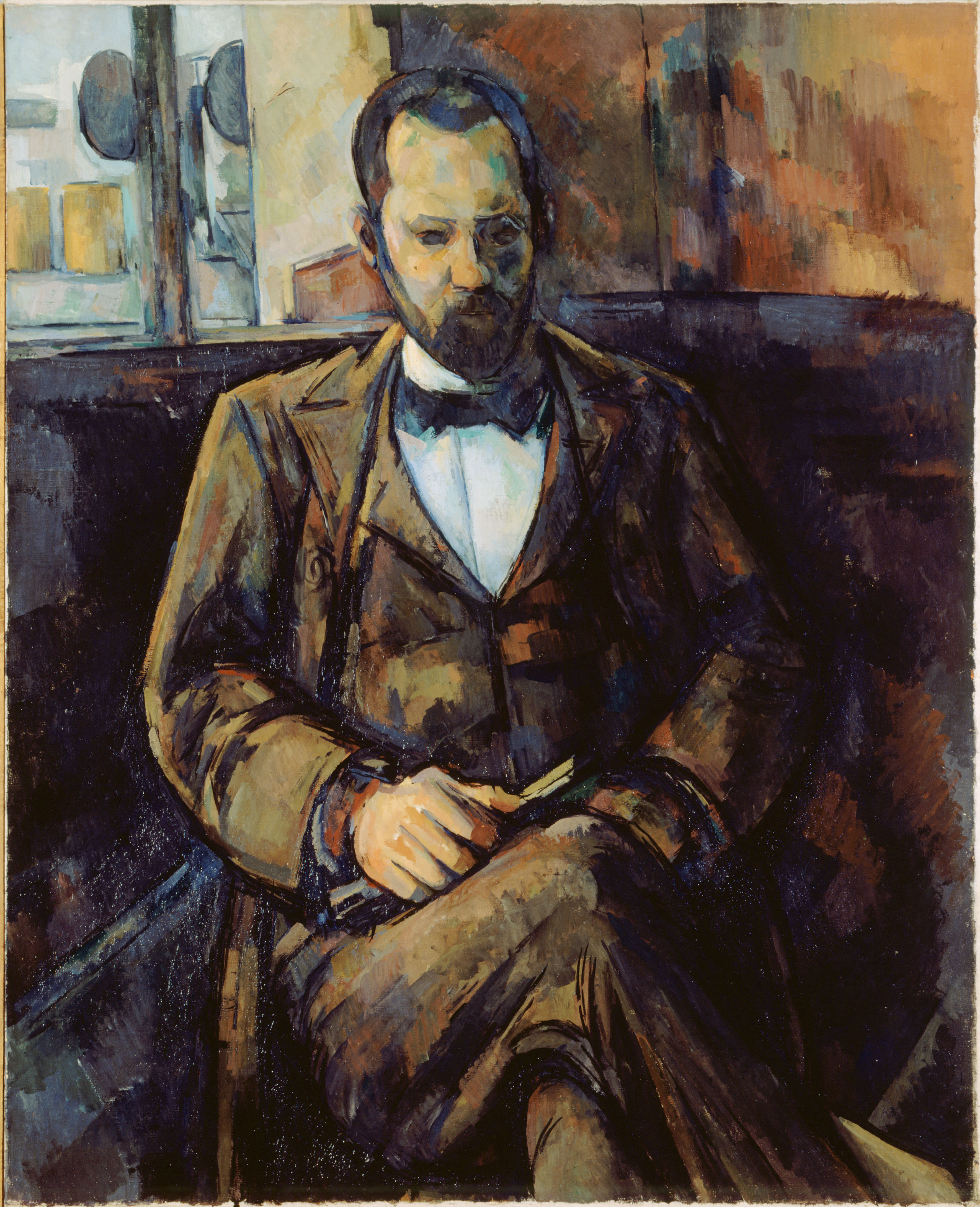
Paul Cézanne, Portrait d'Ambroise Vollard (1899)[15].
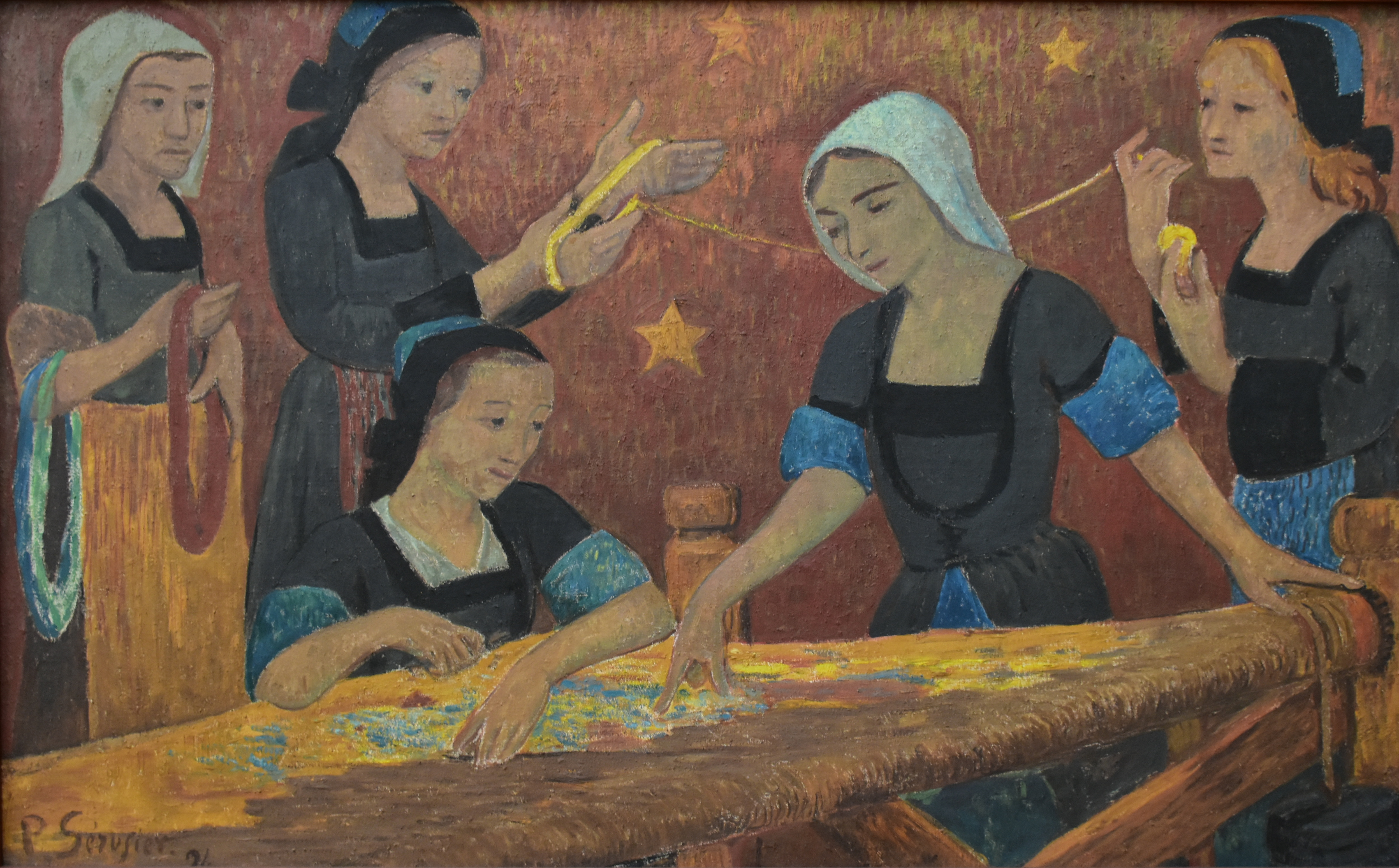
Paul Sérusier, La Tapisserie (1924).
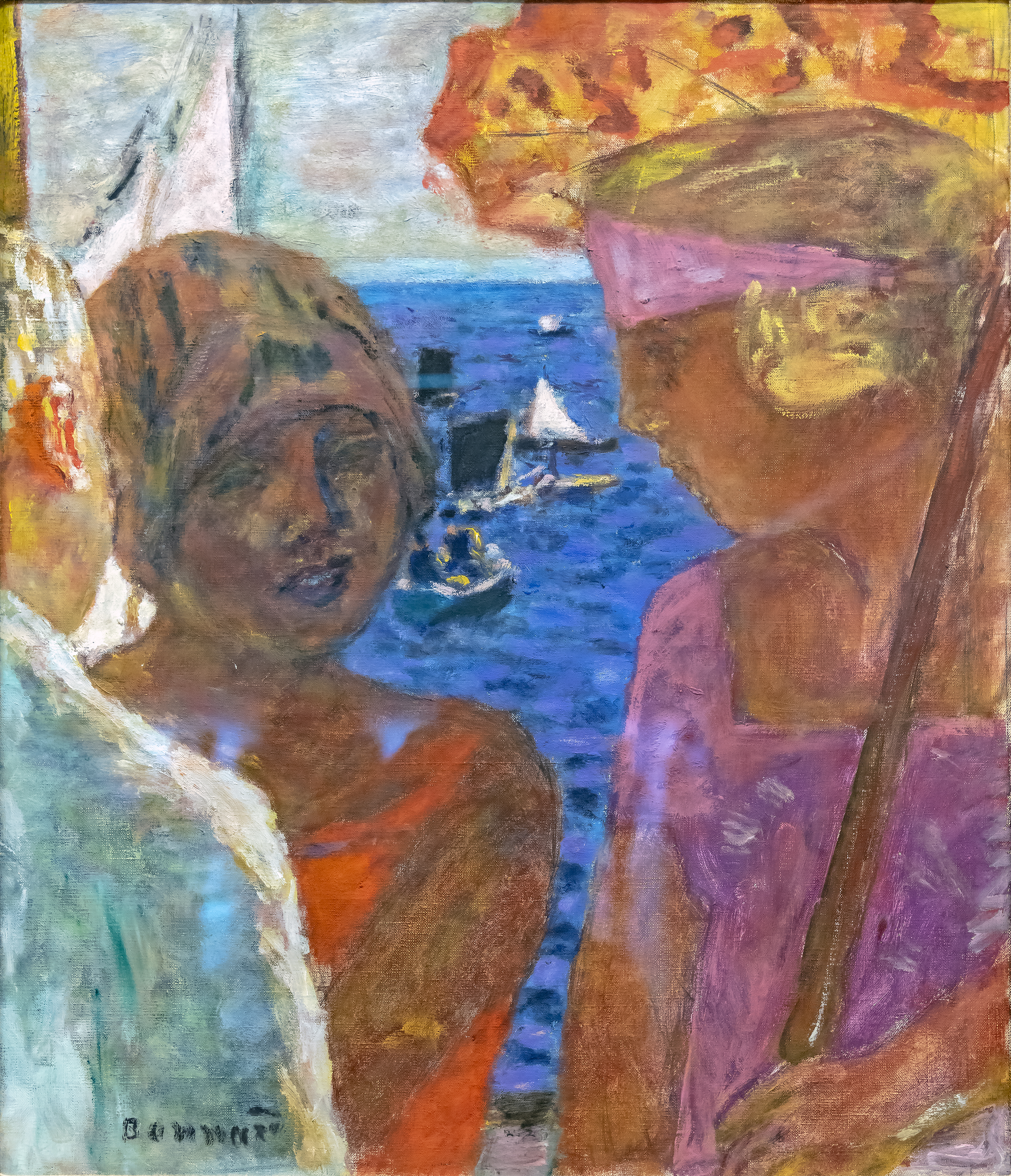
Pierre Bonnard, Conversation à Arcachon (1926-1930).

#### Peinture italienne
- Cima da Conegliano :
  - Vierge à l'Enfant
- Andrea Mantegna :
  - Le Maître du Monde
- Giambattista Tiepolo :
  - Alexandre et Bucéphale

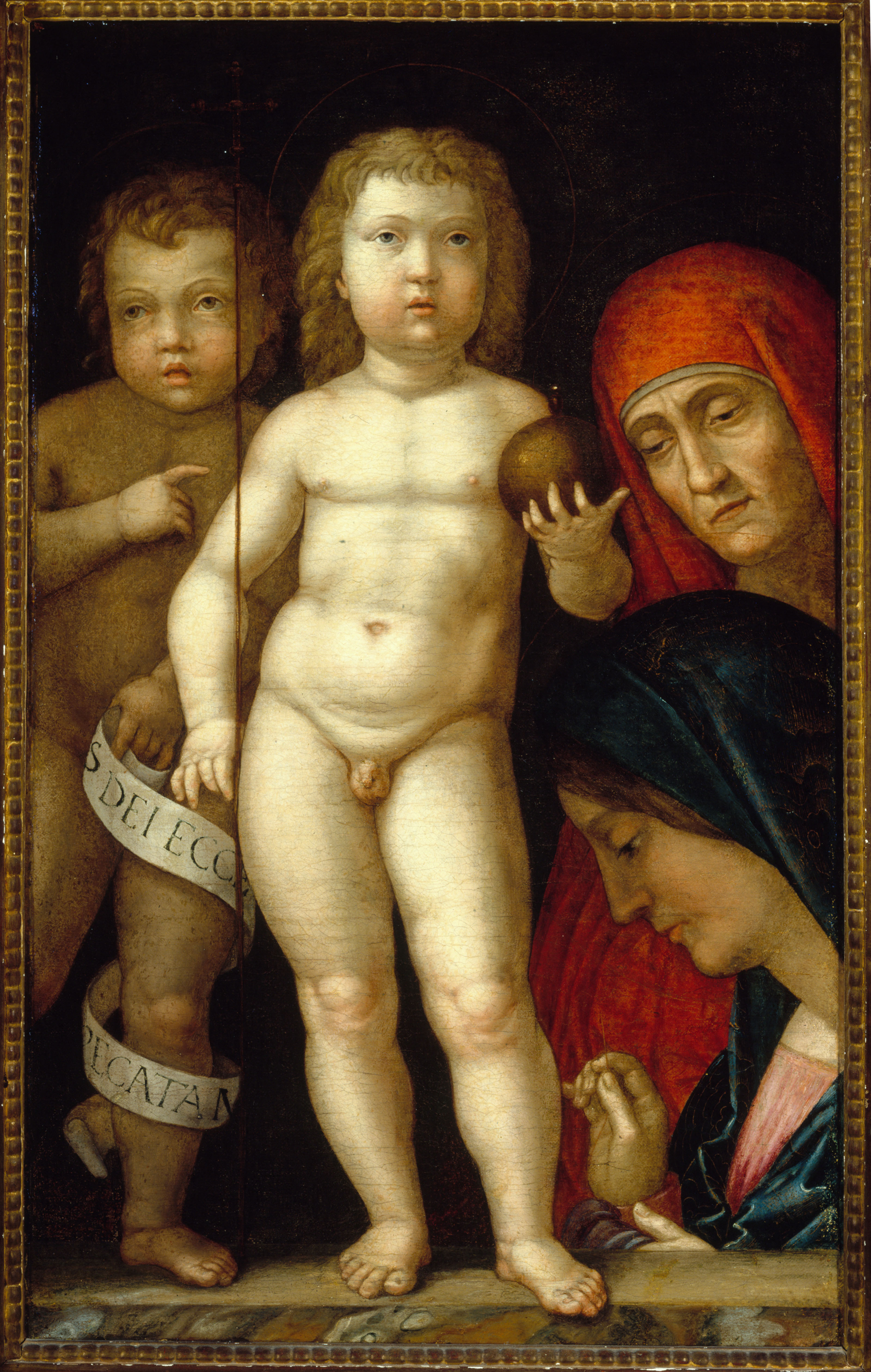
Attribué à Andrea Mantegna, Le Maître du Monde (XVe siècle).
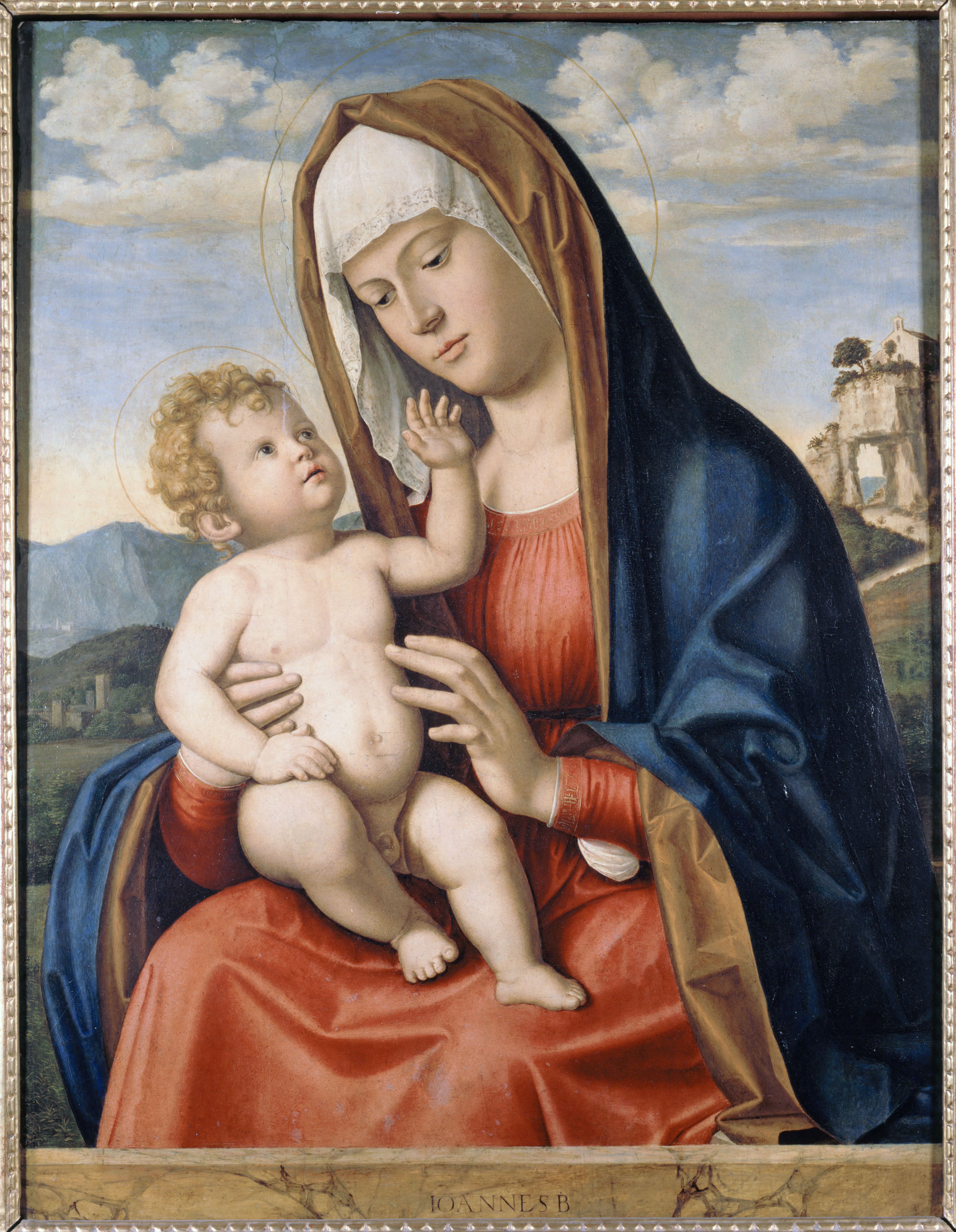
Cima da Conegliano, Vierge à l'Enfant (1495-1497).
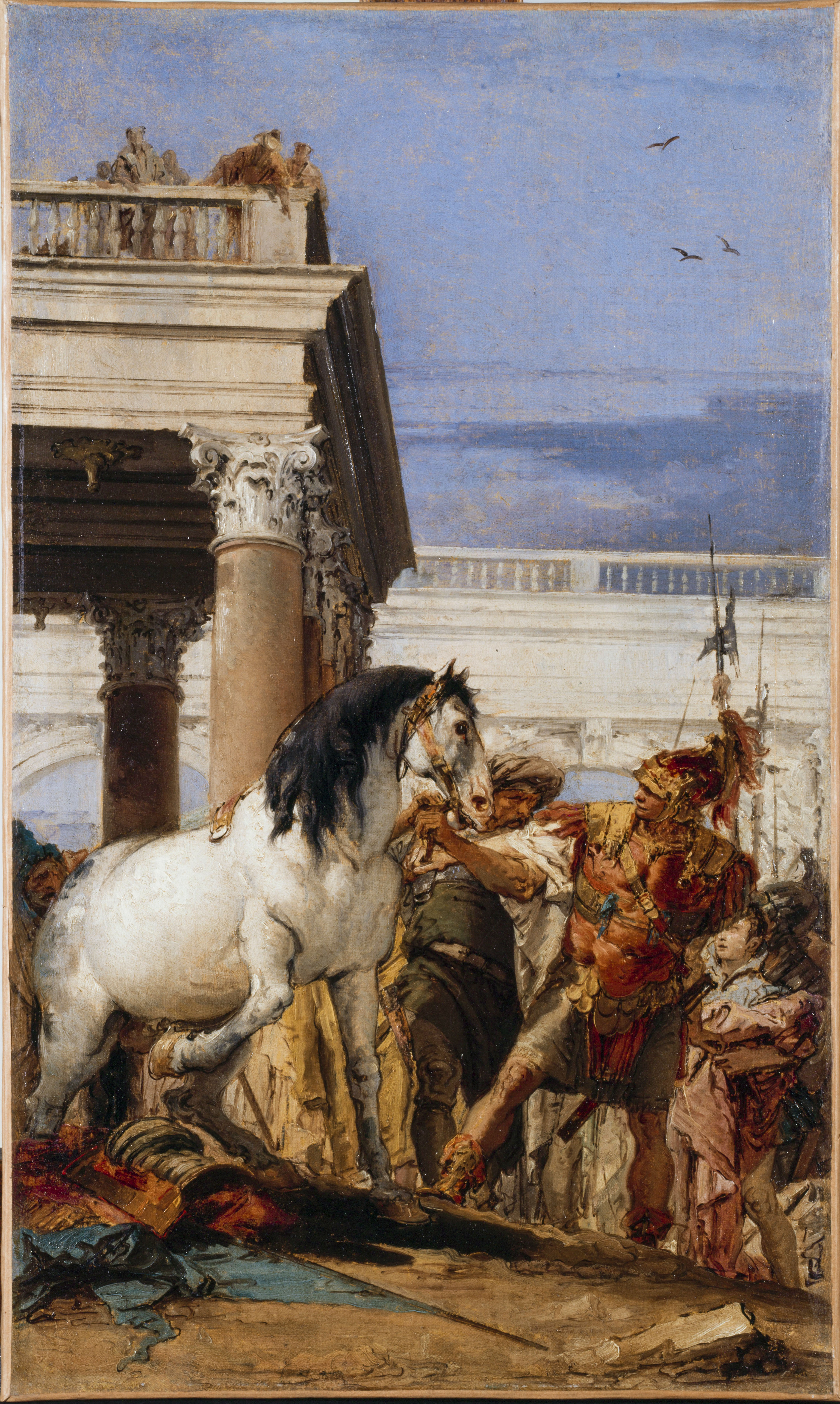
Giambattista Tiepolo, Alexandre et Bucéphale (vers 1757-1760).

#### Peinture d'autres pays
- Louise Catherine Breslau :
  - Portrait de Jean Carriès dans son atelier
- Mary Cassatt :
  - La Musique
  - Automne, portrait de Lydia Cassatt
  - Le Bain

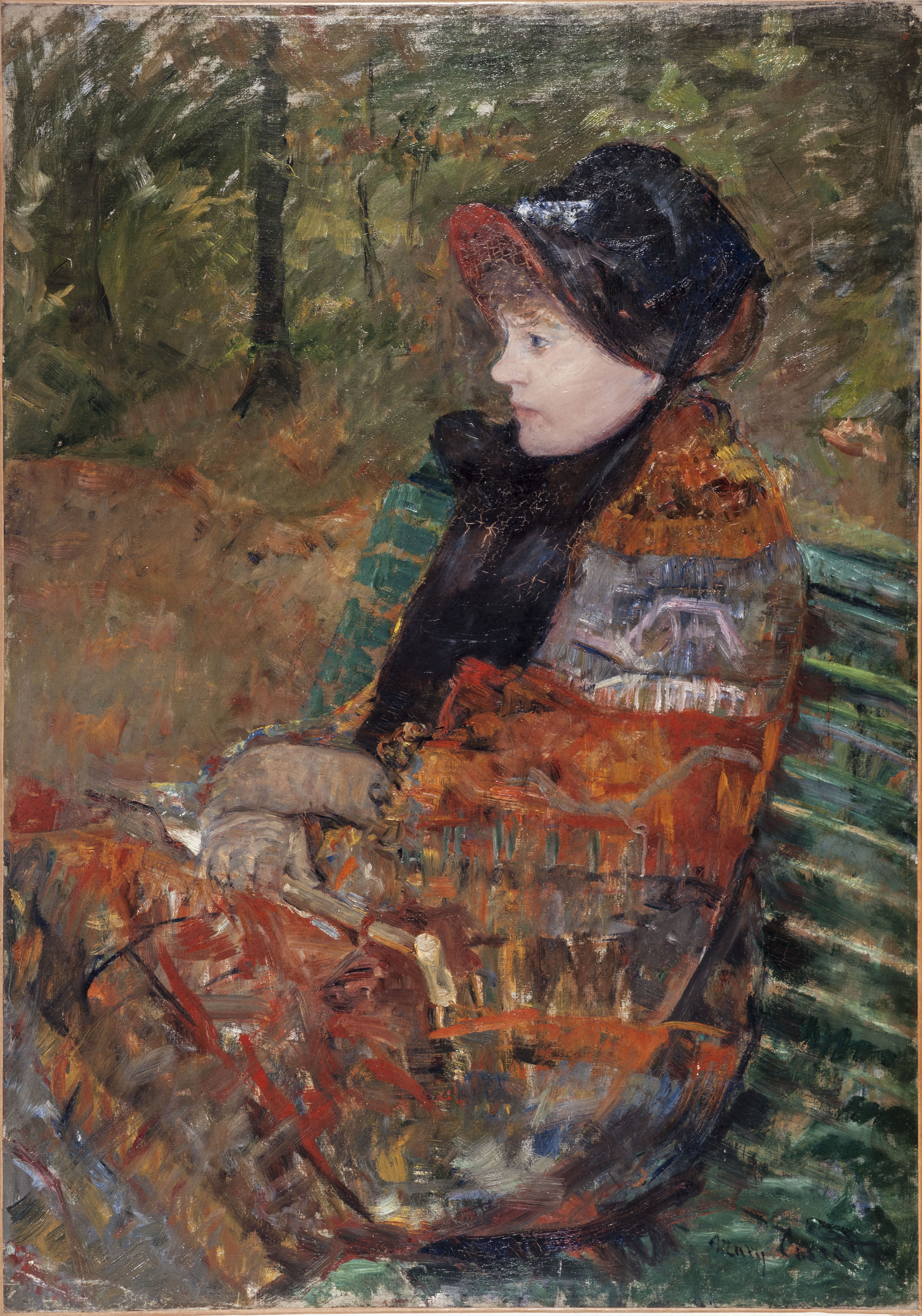
Mary Cassatt, Automne, portrait de Lydia Cassatt (1880).
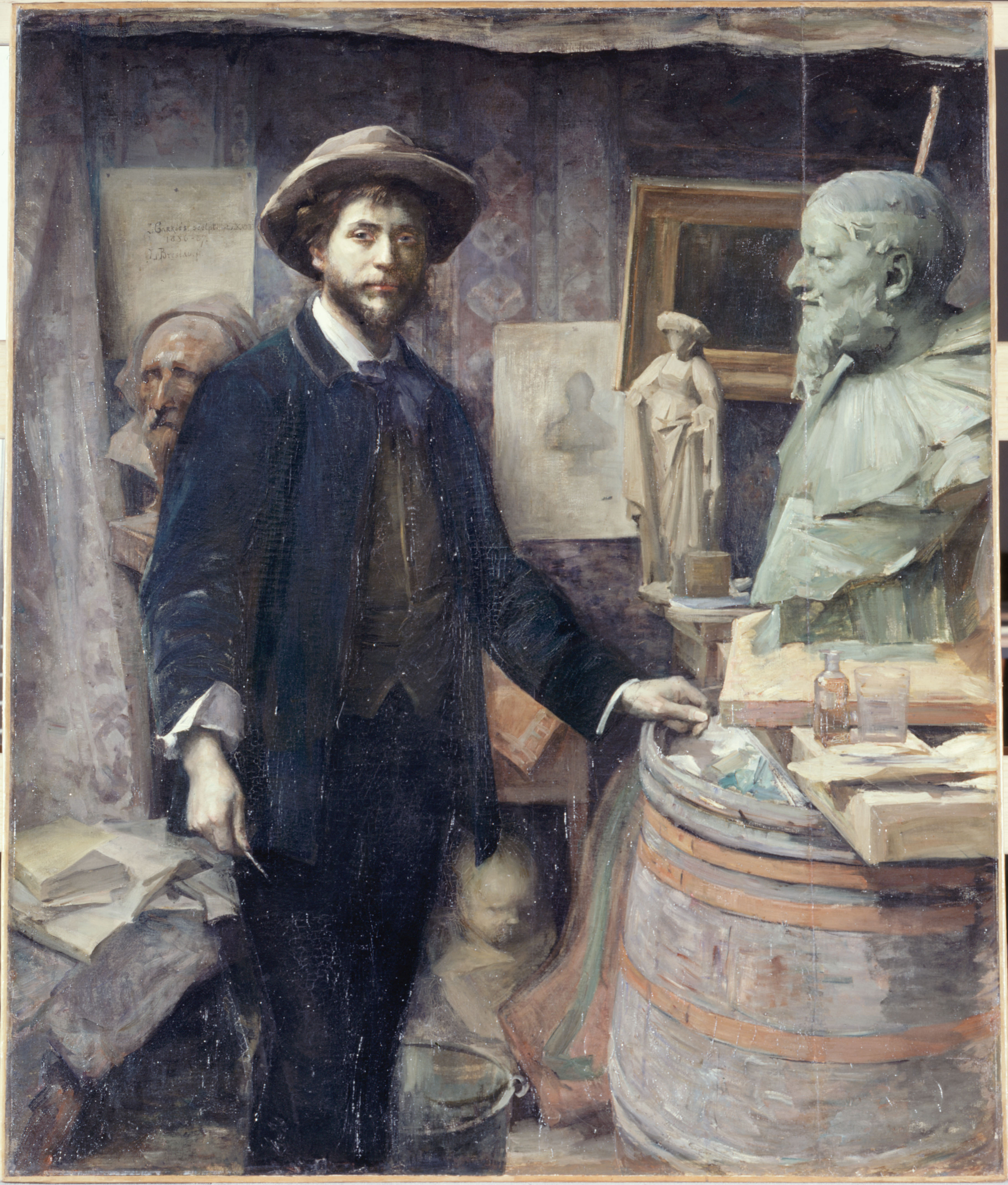
Louise Catherine Breslau, Portrait de Jean Carriès dans son atelier (1886).
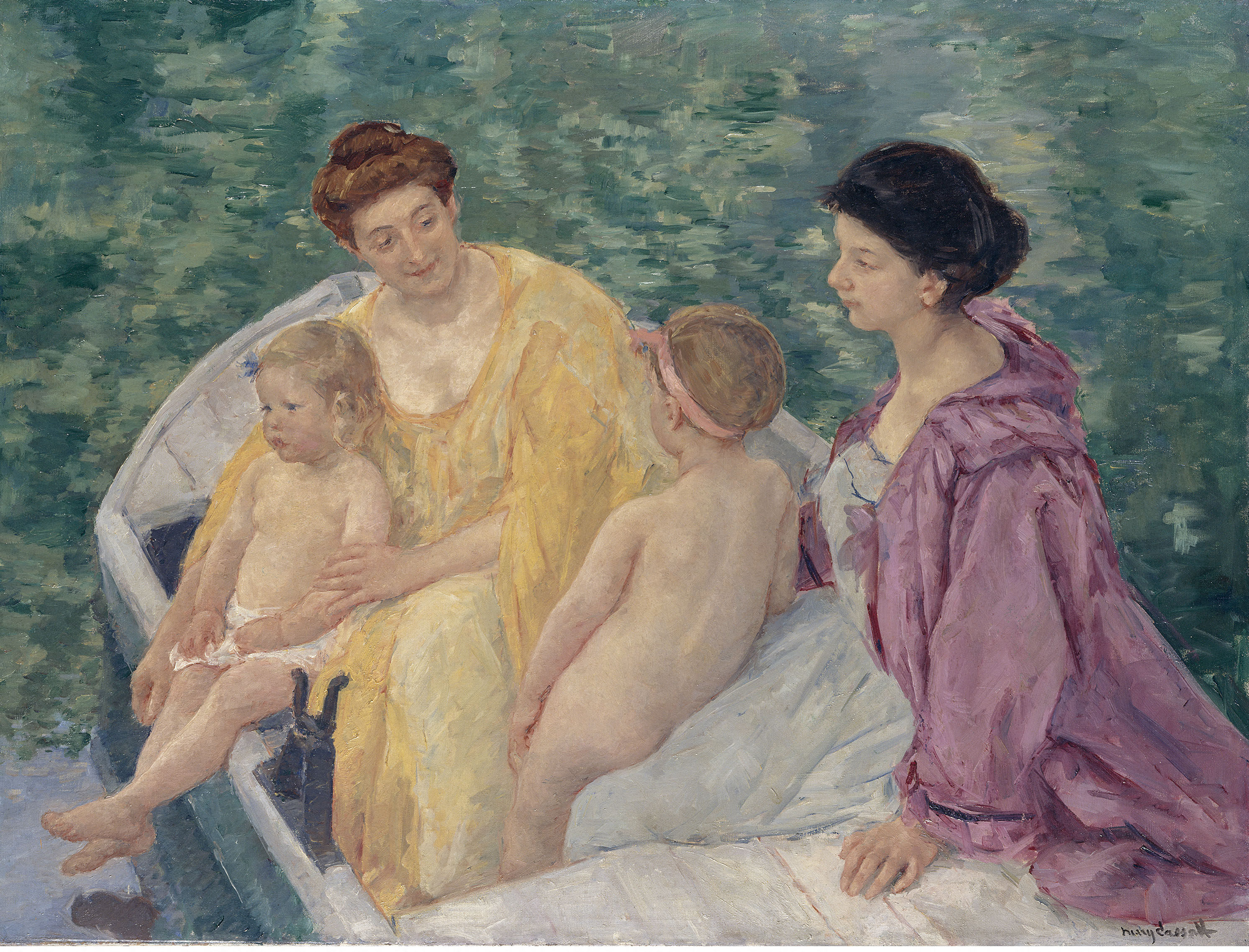
Mary Cassatt, Le Bain (1910).

### Sculpture

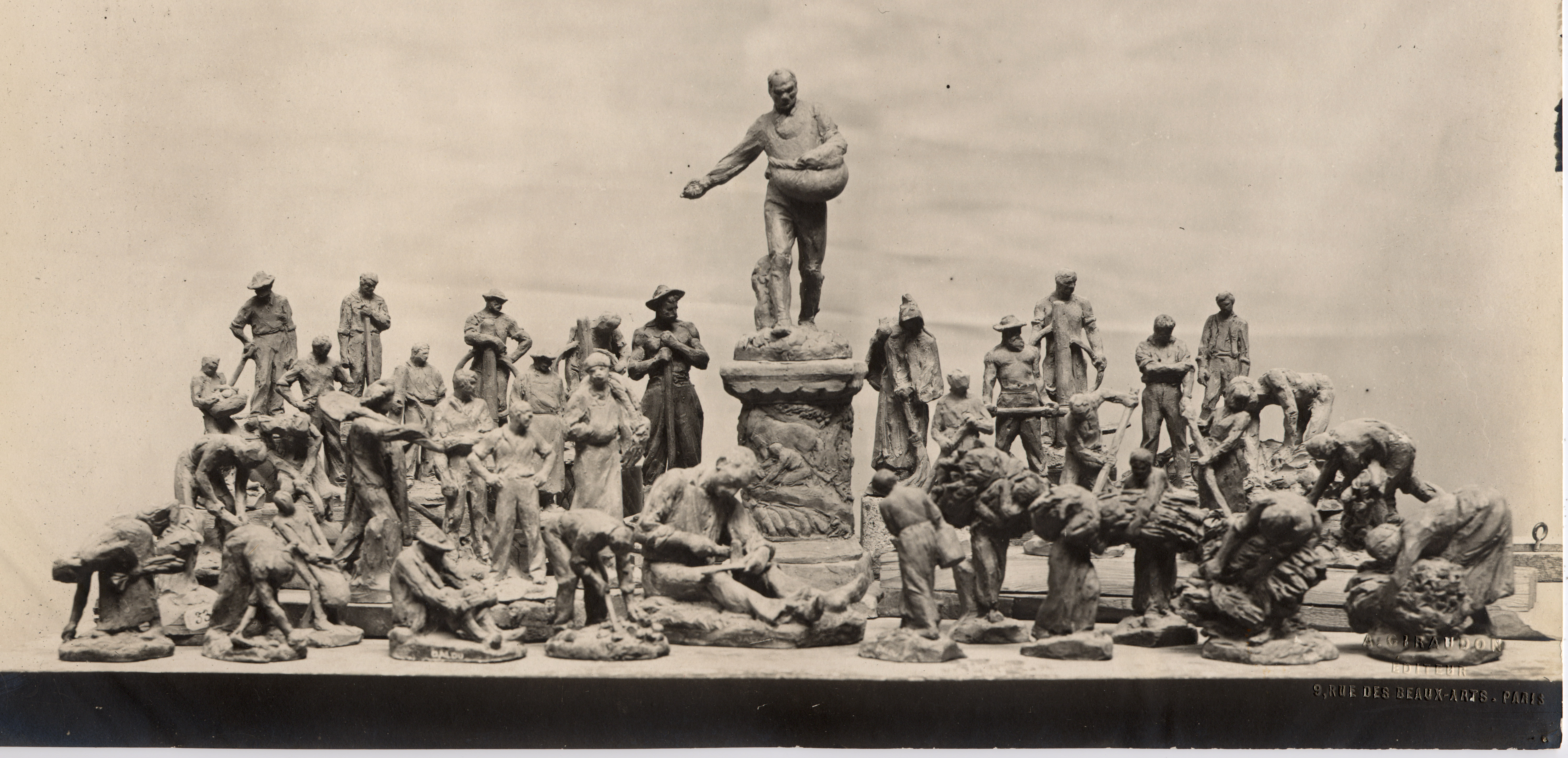
Jules Dalou, études pour le Monument aux travailleurs (1889-1902), terre cuite.

- Émile Joseph Nestor Carlier
- Jean-Baptiste Carpeaux
- Jules Dalou
- Louis-Aimé Lejeune
- Charles Louis Malric
- Antonin Mercié
- Pierre Puget
- Auguste Renoir et Richard Guino
- Auguste Rodin

### Arts décoratifs

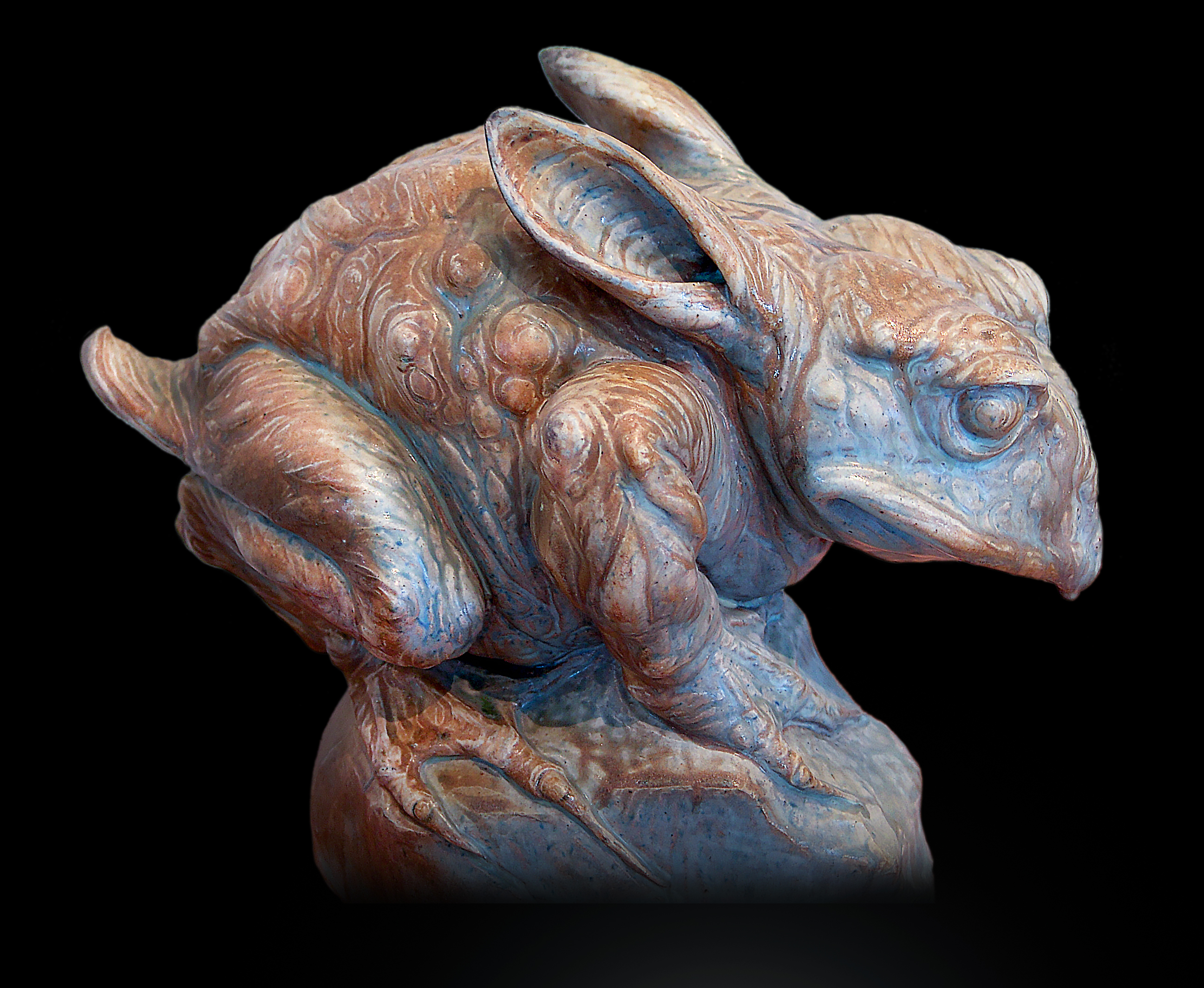
Jean Carriès, Grenouille à oreilles de lapin (1891), grès émaillé.

- François-Rupert Carabin
- Jean Carriès
- Henry Cros
- Émile Gallé
- Jacques Gruber
- Hector Guimard
- Jacob-Desmalter

### Arts graphiques
Le fonds d'arts graphiques du musée est constitué de 18 000 gravures et 9 000 dessins anciens et modernes. La collection de dessins comprend des pièces de Rembrandt, Jacob van Ruisdael, Adriaen van Ostade, Antoine van Dyck, Le Lorrain, Antoine Watteau, Jean-Honoré Fragonard ou encore Hubert Robert. En gravure, on retrouve des œuvres de maîtres tels que Martin Schongauer, Albrecht Dürer, Lucas van Leyden, Rembrandt encore (avec un ensemble exceptionnel de 350 pièces), Antoine van Dyck, Jean-Honoré Fragonard et Antoine Watteau.

## Quelques grandes expositions

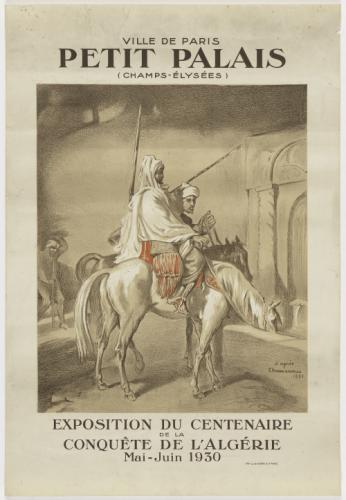
Affiche de l'exposition « Centenaire de la conquête de l'Algérie (1830-1930) » au Petit Palais de Paris.

- 1930 : Centenaire de la conquête de l'Algérie. Une grande exposition est organisée du 1er mai au 15 juillet 1930 dans le cadre des commémorations du Centenaire de la conquête de l'Algérie, avec des objets d'art, des portraits, des souvenirs et peintures d'Eugène Delacroix, Eugène Fromentin, Horace Vernet, Alfred Dehodencq, Théodore Chassériau, Adrien Dauzats etc, relatifs à la conquête de 1830 et groupés dans les différentes salles par Camille Gronkowski (1873-1949), le conservateur du musée[16],[17],[18].
- 1955 : Artistes étrangers en France (Álkis Pierrákos, Geneviève, Nína Tryggvadóttir, Zaven Hadichian, Paul Jenkins…).
- 1967 : Les trésors de Toutânkhamon. Organisée par l'égyptologue Christiane Desroches Noblecourt, l'exposition doit aider au sauvetage des temples de Nubie, dont les temples d'Abou Simbel, menacés de disparition par la mise en place du Haut barrage d'Assouan. Le concept de « patrimoine de l'humanité » émerge alors. L'exposition qui relancera la passion française pour l'Égypte, durera plus de six mois et rassemblera quelque 1,2 million de visiteurs.
- 1995 : Carthage, l'histoire, sa trace et son écho, du 9 mars au 2 juillet.
- 1996 : L'œuvre gravée d'Albrecht Dürer. (102 cuivres et 122 bois). Collection du musée du Petit Palais, musée du Petit Palais, Paris, du 4 avril au 21 juillet[19].
- 2008-2009 : Akira Kurosawa, du 16 octobre 2008 au 11 janvier 2009[20].
- 2013-2014 : Jordaens 1593-1673, du 19 septembre 2013 au 19 janvier 2014[21].
- 2014 : Paris 1900, la Ville spectacle, du 2 avril 2014 au 17 août 2014[22].
- 2017 : Anders Zorn, Le maître de la peinture suédoise, du 15 septembre 2017 au 17 décembre 2017[23].
- 2018 : Les Hollandais à Paris 1789-1914, du 6 février au 18 mai[24].
- 2019 : Paris romantique, 1815-1848, du 22 mai 2019 au 15 septembre 2019[25].
- 2022 : Albert Edelfelt (1854-1905), du 10 mars 2022 au 10 juillet 2022[26].
- 2023 : Sarah Bernhardt (1844-1923)  - Et la femme créa la star[27], du 11 avril au 27 août 2023.
- 2023-2024 : Le Paris de la modernité, 1905-1925, du 14 novembre 2023 au 14 avril 2024[28].

## Accès
Le Petit Palais est desservi à proximité par les lignes 1 et 13 à la station Champs-Élysées - Clemenceau.